# Boris Godunov (opera)
Boris Godunov (in russo Борис Годунов?) è un'opera lirica di Modest Petrovič Musorgskij, su libretto proprio, basata sul dramma omonimo di Aleksandr Sergeevič Puškin e sulla Storia dello Stato Russo di Nikolaj Michajlovič Karamzin. È la sola opera lirica completata da Musorgskij ed è considerata il suo capolavoro, oltre ad essere una pietra miliare della scuola russa ottocentesca: influenzerà in maniera non indifferente la musica europea di gran parte del Novecento. La musica è stata composta con quel particolare stile che riflette la profonda conoscenza del compositore della musica popolare del suo paese e che rifiuta volontariamente l'influenza delle scuole operistiche tedesca e italiana. Puškin basò il suo dramma sul personaggio storico di Boris Godunov, traendo larghe ispirazioni dall'Amleto di William Shakespeare. Una migliore comprensione dell'opera è facilitata dalla conoscenza degli eventi storici relativi al cosiddetto Periodo dei torbidi, quel periodo di interregno, guerre e disordini in Russia che seguì la fine della dinastia dei Rurikidi (1598) fino all'avvento della dinastia dei Romanov (1613).
Nell'opera lirica, ambientata tra il 1598 e il 1605, Boris Godunov diventa Zar di tutte le Russie dopo l'uccisione, avvenuta in circostanze misteriose, dell'erede legittimo al trono, lo Zarevic Dmitrij Ivanovič, figlio di Ivan il Terribile, ed aver di fatto esercitato il potere durante il regno di Fëdor I (altro figlio di Ivan), considerato mentalmente inabile per governare. Nonostante i suoi sforzi per mantenere una condotta di regno più umana rispetto a Ivan il Terribile, la Russia precipita presto nel caos e nella povertà. Un giovane monaco, Grigorij, dopo una fuga rocambolesca dal monastero, si fa passare per lo Zarevic Dmitrij e riesce a sposare Marina Mniszech, una nobile polacca; dopo aver convinto il re di quel paese della legittimità del suo matrimonio, il falso Dmitrij organizza l'invasione della Russia da parte delle truppe polacche. Boris Godunov, assillato da sensi di colpa e in preda ad allucinazioni, precipita nella follia e muore, designando il proprio figlio Fëdor come successore.

## Nascita e diffusione dell'opera
Il capolavoro di Musorgskij esiste in due versioni del suo autore: la versione originale del 1869, in sette scene, non venne accettata per essere rappresentata, e venne eseguita per la prima volta quasi cinquant'anni dopo la morte del compositore, il 16 febbraio 1928 al Teatro Mariinskij di Leningrado. 
La seconda versione del 1871, in un prologo e quattro atti, profondamente revisionata dall'autore, venne messa in scena per la prima volta l'8 febbraio 1874 con successo al Teatro Mariinskij di San Pietroburgo diretta da Eduard Nápravník con Osip Petrov. Questa seconda versione include elementi nuovi che non si ritrovano nel dramma di Puškin e dà una rappresentazione in qualche modo differente dello zar Boris Godunov. Soltanto nel 1997 verranno rappresentate le due versioni originali nel Teatro Mariinskij, con diversi cantanti a sostenere il ruolo di Boris.
Alla morte di Fëdor Dostoevskij, avvenuta nel 1881, Musorgskij compose di getto una marcia funebre basata su temi musicali ripresi dall'opera stessa. Dopo la morte del compositore, il suo capolavoro operistico fu eseguito diverse volte; l'opera fu revisionata da Nikolaj Rimskij-Korsakov nel 1896, ed eseguita per la prima volta a Mosca nel 1898 ed al Royal Opera House il 3 dicembre 1919 per la Beecham Opera Company; fu poi nuovamente rivista nel 1908: questa versione, considerata più raffinata e convenzionalmente più efficace è stata anche quella più eseguita per diversi decenni ed è ancora rappresentata ai nostri giorni in Russia. In Occidente, tuttavia, le due orchestrazioni originali di Musorgskij vennero scoperte ed apprezzate da critica e pubblico soltanto in tempi recenti, con le loro tonalità musicali più approssimative e scure, più aderenti ai connotati della storia raccontata. Le due versioni dell'opera sono state orchestrate anche da Dmitrij Dmitrievič Šostakovič tra il 1939 e il 1940, ed in questa veste vennero messe in scena per la prima volta nel 1959 a Leningrado. Inoltre, l'opera è stata rappresentata in diverse lingue – inglese, francese, tedesco, italiano e altre - oltre all'originale russo.
In Italia l'opera ebbe una prima diffusione nel 1909 e negli anni trenta nella versione di Rimskij-Korsakov ed un adattamento italiano al testo originale manipolato piuttosto pesantemente. La prima rappresentazione venne tenuta nel 1909 al Teatro alla Scala di Milano diretta da Edoardo Vitale con Edoardo Ferrari Fontana, Francesco Dominici, Šaljapin, Aristide Baracchi e Mansueto Gaudio.
Tra i direttori d'orchestra, Claudio Abbado firmerà nel 1979 un allestimento al Teatro alla Scala di Milano, nonché una straordinaria messa in scena al Covent Garden nel 1983 con la regia teatrale di Andrej Tarkovskij – ripresa nel 1991 – ed una incisione discografica nel 1993. Della versione del 1908 di Rimskij-Korsakov, Herbert von Karajan nel 1970 incise quella che è considerata da molti l'interpretazione più riuscita. Valerij Gergiev fu il primo direttore nel 1997 a incidere entrambe le versioni autoriali dell'opera.

## Ruoli
| Russo | Italiano | Descrizione | Voce                     |
| --- | --- | --- | ------------------------ |
| Борис Годунов | Boris Godunov | Zar di Russia | basso o baritono         |
| Фёдор | Fëdor | Il figlio di Boris | mezzosoprano             |
| Ксения | Ksenija | La figlia di Boris | soprano                  |
| Мамка Ксении | La nutrice | Nutrice di Ksenija | mezzosoprano o contralto |
| Князь Василий Шуйский | Principe Vasilij Šujskij | Un boiardo | tenore                   |
| Андрей Щелкалов | Andrej Ščelkalov | Il Segretario della Duma | baritono                 |
| Пимен | Pimen | Il monaco cronachista | basso                    |
| Самозванец под именем Григория | Grigorij Otrepev | Il falso pretendente al trono | tenore                   |
| Марина Мнишек | Marina Mniszech | La figlia del Voivoda di Sandomierz | mezzosoprano             |
| Рангони | Rangoni | Un gesuita | basso                    |
| Варлаам | Varlaam | Un vagabondo ex monaco | basso                    |
| Мисаил | Misail | Un vagabondo ex monaco | tenore                   |
| Хозяйка корчмы (Шинкарка) | L'ostessa | L'ostessa della locanda | mezzosoprano             |
| Юродивый | Lo Jurodivyj | L'Innocente | tenore                   |
| Никитич | Nikitič | Capo delle guardie | basso                    |
| Митюха | Mitjucha | Un uomo del popolo | basso                    |
| Ближний боярин | Un boiardo | Un boiardo di corte | tenore                   |
| Хрущов | Chruščov | Un boiardo | tenore                   |
| Лавицкий | Lavickij | Un gesuita | basso                    |
| Черниковский | Černikovskij | Un gesuita | basso                    |
| Popolo, guardie, vagabondi, pellegrini erranti e loro guide, boiardi e loro figli, strel'cy, guardie del corpo, monaci, nobili polacchi e loro mogli, ragazze di Sandomir, monelli | Popolo, guardie, vagabondi, pellegrini erranti e loro guide, boiardi e loro figli, strel'cy, guardie del corpo, monaci, nobili polacchi e loro mogli, ragazze di Sandomir, monelli | Popolo, guardie, vagabondi, pellegrini erranti e loro guide, boiardi e loro figli, strel'cy, guardie del corpo, monaci, nobili polacchi e loro mogli, ragazze di Sandomir, monelli | Coro, ruoli muti         |

## Trama dell'opera
Matvej Šiškov e Michail Bocharov disegnarono le scenografie usate nella prima rappresentazione teatrale del dramma di Puškin nel 1870 e nella prima performance assoluta dell'opera di Musorgskij nel 1874. Qualcuno dei loro schizzi accompagna la trama di seguito esposta. Tra parentesi e in corsivo vengono indicate le arie, i cori e i motivi principali. La trama che segue comprende tutte le scene della prima e seconda versione dell'autore. Corrisponde dunque sostanzialmente alla revisione di Rimskij-Korsakov, con le ultime due scene ordinate però secondo la volontà dell'autore, e con l'aggiunta della scena della Piazza di San Basilio, tratta dalla prima versione dell'autore e non revisionata da Rimskij-Korsakov.

### Prologo, Scena 1

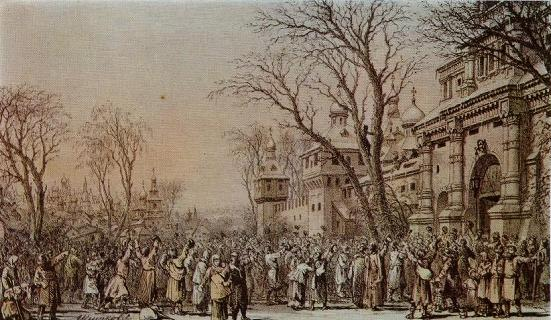
Disegno di Šiškov per la scena del Monastero di Novodevičij (1870)

Il Cortile del Monastero di Novodevičij, nei dintorni di Mosca (febbraio 1598). Dopo un'introduzione orchestrale (Il motivo di Dmitrij), la tela apre su uno spiazzo nel cortile del luogo di meditazione, dove da diversi giorni si è ritirato il boiardo Boris Godunov, designato a cingere la corona imperiale dopo la morte, senza eredi, dello zar Fëdor I. Nikitič, il capo delle guardie, ordina al popolo, che sosta sotto le mura del convento, di rinnovare le preghiere affinché Boris accetti il trono. La folla, pigra ed immobile, canta un coro di supplica (A chi ci abbandoni, padre nostro?). Un gruppo di contadine entra in crescente agitazione ed inizia tra loro un diverbio, interrotto soltanto dall'apparizione della guardia con fare minaccioso. Le donne si rimettono in ginocchio a pregare e la folla rientra nella precedente immobilità. Andrej Ščelkalov, Segretario della Duma, scende le ampie scale del convento ed informa il popolo che Boris è intenzionato a rifiutare il trono della Russia (Veri credenti! Il boiardo è irremovibile!), e rinnova le preghiere per farlo desistere da tale proposito. Entra in scena una processione di pellegrini erranti con le loro guide che intona un inno (Gloria a Te, Creatore altissimo), esortando il popolo ad annientare quello spirito di anarchia rappresentato dal drago che porta discordia nella Russia, distribuendo loro immagini sacre ed amuleti ed entrando nel monastero per incontrare Boris. I presenti discutono quanto detto dai pellegrini. Molti rimangono piuttosto perplessi. Il capo delle guardie interrompe qualsiasi discussione ordinando al popolo di presentarsi il giorno seguente al Cremlino di Mosca. Il popolo si disperde.

### Prologo, Scena 2

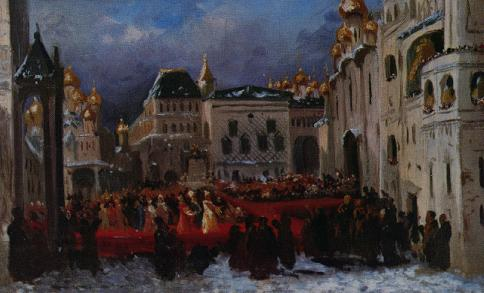
Disegno di Bocharov per la scena della Piazza delle Cattedrali del Cremlino (1874)

Piazza delle Cattedrali del Cremlino di Mosca (1598). Dopo il motivo orchestrale introduttivo, basato sulle campane che suonano a distesa, dal sagrato della Cattedrale della Dormizione il principe Šujskij esorta il popolo a glorificare il nuovo zar Boris. Quest'ultimo intona un canto di lode (Come la gloria dello splendido sole nel cielo), ed una solenne processione di boiardi esce dalla Cattedrale. Il popolo ringrazia ancora. Boris appare sul sagrato. L'urlo di Gloria! registra un crescendo e quindi si spegne. Boris lascia il popolo con un penetrante monologo (La mia anima si rattrista), dirigendosi verso gli appartamenti reali. Qui, egli prega l'Onnipotente sperando di guidare il suo popolo con regole buone e giuste. Invita poi il popolo a grandi festeggiamenti, quindi procede verso la Cattedrale dell'Arcangelo Michele per visitare le tombe dei regnanti russi precedenti. Il popolo augura una lunga vita a Boris (Gloria! Gloria! Gloria!). Un breve tumulto ha luogo presso la cattedrale, ma le guardie riescono a mantenere l'ordine. Il popolo ripete il grido di Gloria!.

### Atto I, Scena 1

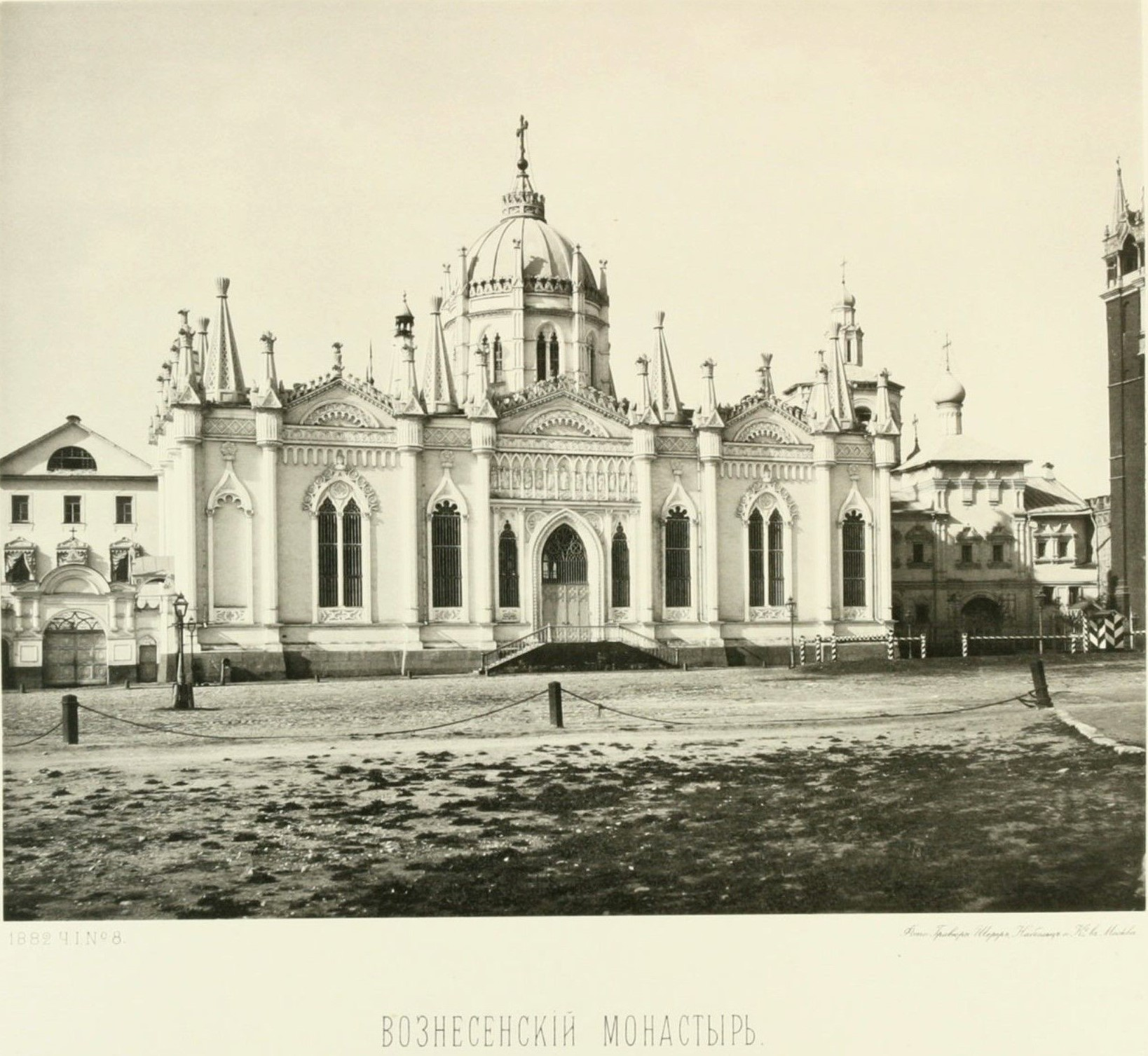
Il Monastero di Čudov, in una foto di fine Ottocento.

Una cella del monastero di Čudov, dentro il Cremlino di Mosca (1603). Pimen, un monaco anziano, scrive una cronaca (Ancora uno, l'ultimo racconto) della storia russa. Il giovane novizio Grigorij si sveglia da un sogno orribile e profetico, e lo confessa a Pimen: egli saliva una scala ripida su un'alta torre, segnato a dito dal popolo moscovita, e cadeva a precipizio. Pimen lo esorta a rendersi docile con la preghiera ed il digiuno. Grigorij si lamenta di avere lasciato troppo presto gli affari mondani per diventare un monaco: invidia a Pimen la sua vita precedente ricca di avventure. Pimen aveva visto ed approvato il comportamento di Ivan il Terribile e di suo figlio Fedor, che esibivano grande devozione spirituale, ed era entrato in contrasto con Boris, considerato un regicida. Su richiesta di Grigorij, Pimen racconta nei dettagli la scena dell'uccisione di Dmitrij Ivanovič, alla quale aveva assistito personalmente a Uglič. Avendo appreso di essere pressoché coetaneo dell'erede trucidato, Grigorij concepisce immediatamente l'idea di spacciarsi per lui. Pimen ode i rintocchi per il Mattutino, e mentre sta per allontanarsi per pregare, Grigorij gli dichiara che Boris non potrà sfuggire alla giustizia degli uomini, né tantomeno a quella di Dio. Quindi fugge dalla cella del monastero.

### Atto I, Scena 2

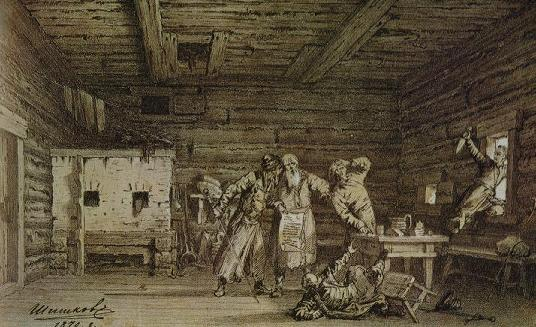
Disegno di Šiškov per la scena della taverna (1870)

Una taverna alla frontiera lituana (1603). Dopo una breve introduzione orchestrale, basata sui tre temi musicali predominanti della scena, l'ostessa entra e canta una filastrocca (Avevo un anatroccolo grigio-azzurro). Viene interrotta verso la fine da voci e risate. I vagabondi Varlaam e Misail, che chiedono offerte per le anime, ed il loro compagno Grigorij, in abiti da contadino, arrivano ed entrano. Dopo ripetuti scambi di saluto, Varlaam dando di gomito al compagno richiede un po' di vino. Quando l'ostessa rientra con una bottiglia, egli beve ed intona una feroce canzone sulla conquista di Kazan' da parte di Ivan il Terribile (Questo accadde nella città di Kazan). I due vagabondi bevono a lungo ed invitano il compagno a fare altrettanto. Grigorij, non avendone voglia, domanda all'ostessa della strada in direzione dei confini con la Lituania. Un ufficiale di polizia entra alla ricerca di un monaco fuggitivo (Grigorij), che è scappato del monastero di Čudov dichiarando di voler diventare zar a Mosca. I sospetti dell'ufficiale di polizia ricadono su di Varlaam, tanto da fargli dire di aver trovato colui che cercava. Egli però non sa leggere l'ordinanza di arresto, così Grigorij si offre volontario per farlo ma, guardando con cautela Varlaam, ne sostituisce abilmente la descrizione alla sua. L'ufficiale dà ordine di bloccare Varlaam, che protesta la sua innocenza e domanda di leggere lui stesso l'editto. Quando legge la vera descrizione del sospetto, che naturalmente corrisponde a Grigorij, costui con destrezza brandisce un coltello e salta dalla finestra.

### Atto II, Scena 1

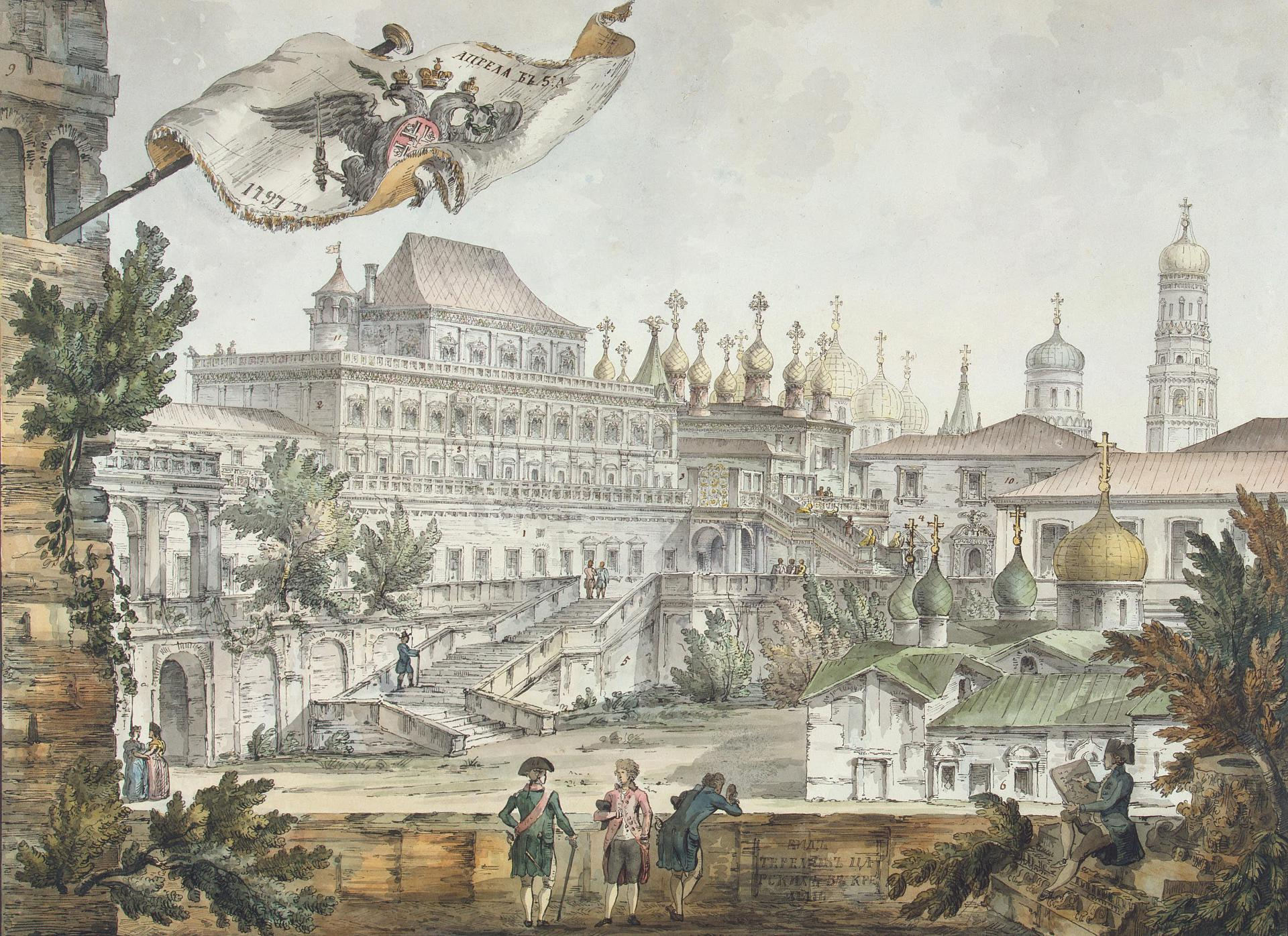
Una veduta del Cremlino in un dipinto di Giacomo Quarenghi del 1797.

Gli appartamenti privati dello zar al Cremlino (1604). Ksenija, la figlia adolescente di Boris, osserva in lacrime un ritratto del suo fidanzato che è morto, cantando una breve aria (Dove sei, mio promesso sposo?). La nutrice e suo fratello Fëdor tentano di consolarla con qualche canzone (La zanzara tagliava la legna e La canzone di questo e quello). Boris entra all'improvviso agitato, rivolge parole affettuose a Ksenija, e la congeda insieme alla nutrice. Si intrattiene quindi con Fëdor, che è intento alla consultazione della carta dell'immenso impero sul quale un giorno dovrà regnare, lo incoraggia a proseguire nei suoi studi, ed esterna le sue emozioni in un lungo e fine monologo (Ho raggiunto il potere supremo). Il suo stesso potere lo angoscia, e non riesce ad allontanare da sé il ricordo del delitto con il quale è riuscito a conquistare il trono. Neppure nelle gioie della famiglia trova conforto, ed ora che una carestia terribile si è abbattuta sulla Russia, il popolo lo ritiene colpevole di tutte le sventure che affliggono il paese. Il boiardo di corte gli annuncia l'arrivo del principe Šujskij, consigliere scaltro ed ambizioso, che deve comunicare allo zar una notizia importante. All'improvviso si sentono le grida di alcune donne (Il nostro pappagallo stava nel salotto) che si riferiscono alla storia del loro pappagallo che, rifiutando di essere scacciato, le beccava tutte quante. Šujskij entra, avvicinandosi rispettosamente allo zar, ed annuncia che un pretendente è apparso in Lituania: si fa chiamare Dmitrij e potrebbe attirare il favore del popolo, aggiungendo che le rivolte guadagnano ogni giorno terreno. Scosso da questa rivelazione, Boris congeda Fëdor e, in preda al terrore, domanda a Šujskij la conferma della morte di Dmitrij: costui rievoca i particolari del delitto e la sua ispezione nella piazza dove fu ritrovato il cadavere del fanciullo (A Uglič, nella cattedrale), ma rivela anche un miracolo accaduto sul viso del fanciullo. Boris non regge al macabro racconto, e, lanciato un urlo, in preda ai rimorsi, si aggrappa ad un braccio della poltrona e fa segno a Šujskij di andarsene. Un orologio inizia i suoi rintocchi e Boris cade in preda ad allucinazioni. Lo spettro del fantasma del defunto Dmitrij gli appare, ma Boris attribuisce la responsabilità del delitto al popolo (Via, via, bambino! Non io... la volontà del popolo!), poi crolla a terra, supplicando Dio di aver pietà della sua anima.

### Atto III, Scena 1

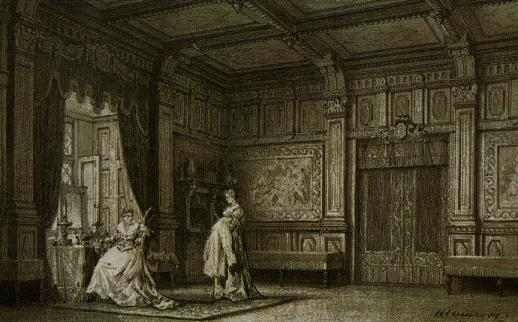
Disegno di Šiškov per la scena della camera di Marina Mniszech (1870)

La camera di Marina nel Castello di Sandomierz, Polonia (1604). Le damigelle intonano una canzone delicata e sentimentale (Sulla Vistola azzurra) per intrattenere la principessa Marina Mniszech, mentre la cameriera Ruzia la pettina. Marina si sta preparando alla festa che avrà luogo quella sera stessa, ma ad un certo punto, vinta dalla noia, dichiara di preferire i canti eroici della cavalleria in battaglia, congeda le damigelle e la cameriera e, rimasta sola, ripensa ad un invitato che le sta particolarmente a cuore e che è innamorato di lei (Quanto penosa e fiacca): un impostore proveniente da Mosca che si fa chiamare Dmitrij. La donna punta a legarsi a lui, incantata dalle avventure, dal potere e dalla gloria. Il gesuita Rangoni entra e richiede a Marina il mantenimento di una promessa che dovrà eseguire una volta diventata zarina: convertire gli eretici di Mosca (ortodossi) alla vera fede cattolica. Marina risponde che non ha la forza di realizzare un progetto simile, Rangoni contrariato ribatte che se le fosse richiesto dovrà sacrificare tutto, compreso il suo onore, per obbedire ai dettami della chiesa. Marina esprime disprezzo per le sue insinuazioni ipocrite, lo maledice e gli intima di andarsene. Rangoni vede negli occhi di lei la scintilla delle fiamme infernali. Marina getta un grido e cade ai piedi del gesuita. Rangoni le intima di sottomettersi e Marina si adegua per timore del castigo divino.

### Atto III, Scena 2

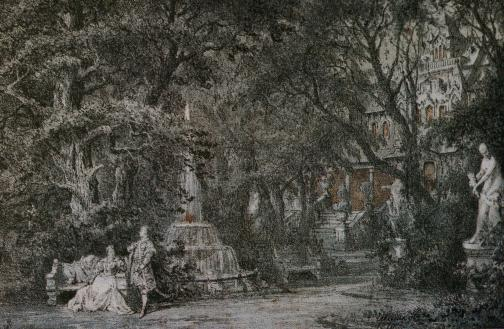
Disegno di Šiškov per la scena del giardino nel castello dei Mniszech (1870)

Castello dei Mniszech a Sandomierz. Un giardino con fontana. Una notte di luna (1604). Dopo l'apertura con l'accompagnamento di violini ed arpa di una versione del Motivo di Dmitrij, il pretendente attende Marina che gli ha dato appuntamento a mezzanotte nel giardino del castello di suo padre. Mentre è pensieroso, Rangoni lo trova e gli porta un nuovo messaggio di Marina: lei lo ama e arriverà presto da lui. Grigorij promette di innalzare la sua amata sul trono degli zar, facendola sua moglie. Rangoni vorrebbe che il pretendente lo considerasse come un padre, in modo da seguirlo in ogni passo e proteggerlo. Il pretendente gli dice di non separarsi da lui se prima non gli concede di vedere e abbracciare Marina. Rangoni lo convince a nascondersi alla vista dei nobili polacchi i quali, uscendo dal castello, ballano una danza tradizionale, la polonaise. Marina viene corteggiata, durante il ballo, da un vecchio signore. Gli ospiti sperano di distruggere l'armata di Boris, catturarlo e conquistare presto il trono moscovita. Ritornano nel castello. Il pretendente entra di corsa e Marina appare, ma non gli parla più come un'innamorata: vuole sapere quando diventerà il nuovo zar, dicendo di essere attratta soltanto dal trono e dalla corona. Il pretendente si getta ai suoi piedi, ma lei lo respinge, chiamandolo insolente e scagnozzo. Quando gli rinfaccia la vita passata, lui le dice di voler partire il giorno seguente alla testa della sua valorosa compagnia per arrivare a Mosca e, di lì, al trono: diventato zar si diletterà a ridere di lei, ed ordinerà a tutti di fare altrettanto. Marina cambia tono solo quando Grigorij inizia a trattarla come una regina: insieme intonano un duetto (Oh zarevic, io ti prego), dove infine la donna ammette il suo amore. Rangoni esce dal suo nascondiglio, compiaciuto dei risultati della sua opera di persuasione.

### Scena aggiunta

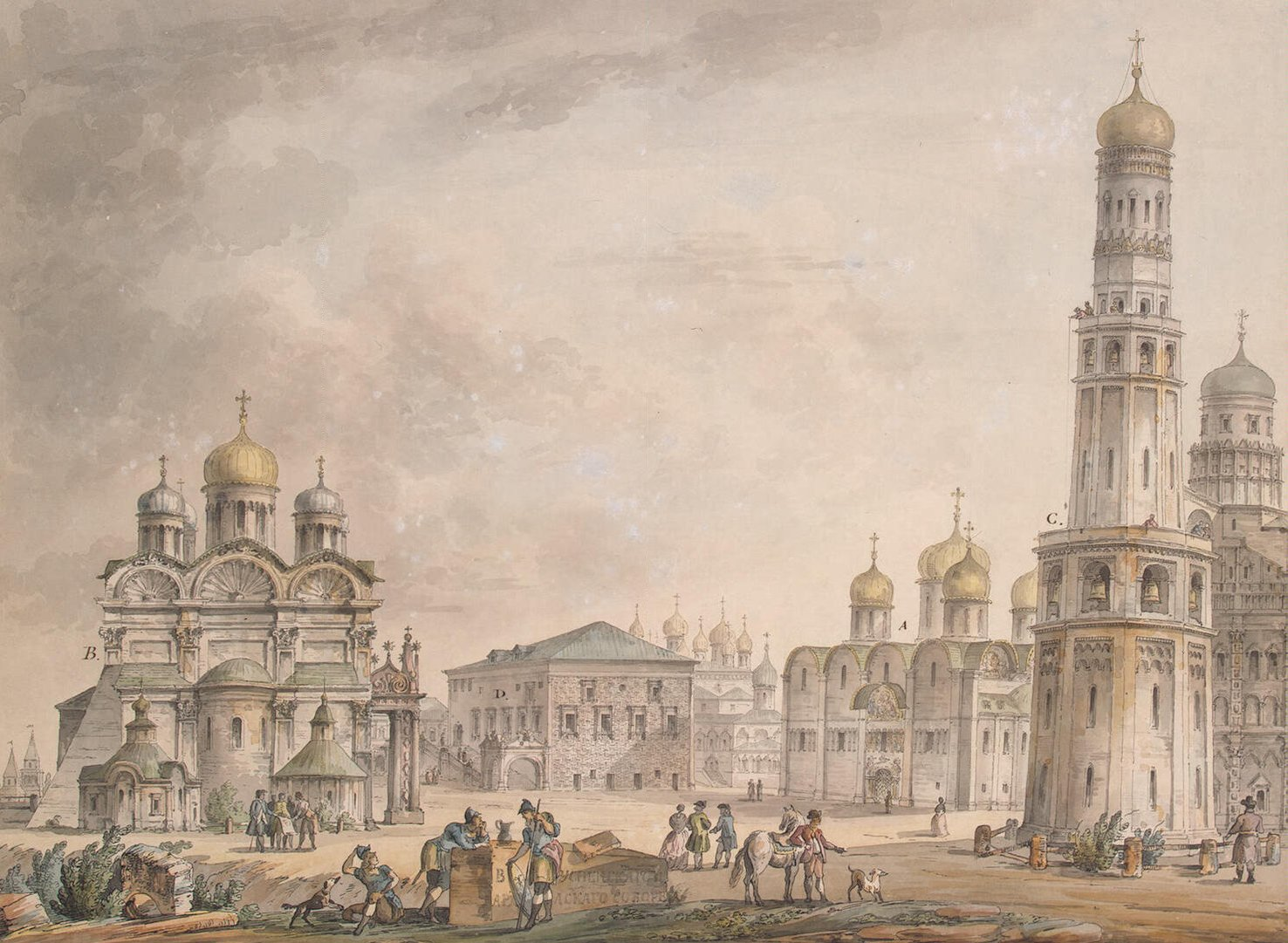
La piazza delle Cattedrali del Cremlino in un dipinto di Giacomo Quarenghi del 1797.

La Piazza della Cattedrale di San Basilio a Mosca (1605). Una grande folla si accalca davanti alla Cattedrale di San Basilio. Ci sono molti mendicanti e qualche guardia. Un gruppo di uomini entra, discutendo l'anatema che il diacono ha decretato su Griška (Grigorij) Otrepev: secondo loro egli è l'erede al trono. Con un'eccitazione crescente cantano dell'avanzamento del suo esercito attraverso la foresta di Kromy, della sua intenzione di riprendere il trono del padre e della morte che ha giurato di dare all'intera stirpe dei Godunov. Uno Jurodivyj (Innocente) entra nella cattedrale seguito da alcuni monelli e canta una canzone senza senso alla luna, ai bambini che piangono, infine rivolge la sua preghiera a Dio. I monelli lo perseguitano colpendo ripetutamente il suo cappello di metallo. L'Innocente ha una copeca, che i ragazzini gli sottraggono, e per questo inizia a gemere pateticamente. Lo zar entra nella Cattedrale. I monelli richiedono l'elemosina, mentre in un potente coro (Padre benefattore, dà a noi il pane) il popolo affamato insiste per avere da mangiare. Mentre il coro si abbassa, le grida dell'Innocente vengono udite e Boris chiede quale sia il motivo del pianto. L'Innocente denuncia il furto della moneta e chiede a Boris di uccidere i ragazzini, così come è stato fatto con lo zarevic Dmitrij. Šujskij vuole scacciare l'Innocente, ma Boris preferisce richiedere preghiere a quell'uomo santo. Come Boris esce dalla cattedrale, l'Innocente dichiara che non pregherà per uno zar regicida, maledicendolo di fatto. Quindi, inizia a cantare il suo lamento (Sgorgate, sgorgate, lacrime amare!) sulle sorti future della Russia.

### Atto IV, Scena 1

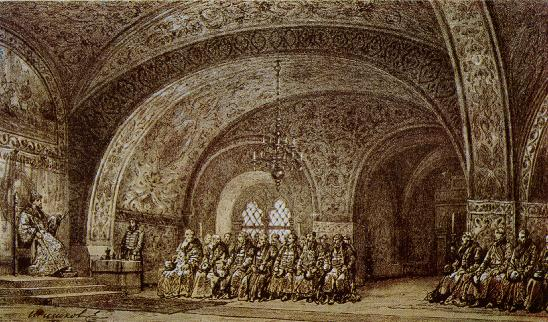
Disegno di Šiškov per la scena della sala del Palazzo Granovitij (1870)

La sala del Palazzo Granovitij nel Cremlino di Mosca (1605). Una sessione della Duma è in corso: l'assemblea dei boiardi sta ascoltando le informazioni fornite da Andrej Ščelkalov sulle richieste del pretendente. Dopo alcune discussioni, i boiardi proclamano in un potente coro (Allora, iniziamo a votare, boiardi), che il pretendente ed i suoi simpatizzanti devono essere messi a morte. Šujskij, del quale diffidano, arriva in sala per raccontare che, mentre lasciava l'appartamento privato dello zar, lo ha visto tentare di scacciar via il fantasma del defunto zarevic Dmitrij, esclamando: "Via da me, via da me, bambino!". I boiardi lo accusano di diffondere notizie inventate, ma proprio in quel momento Boris entra, ripetendo: "Via da me, bambino!", e i boiardi ne restano sconvolti. Dopo che Boris ha ripreso lucidità, Šujskij lo informa che un anziano monaco chiede di essere ascoltato. Pimen entra e racconta la storia (Una volta, sul far della sera) di un cieco che ha sentito la voce dello zarevic in un sogno: Dmitrij gli ha insegnato la strada per arrivare a Uglič e pregare sulla sua tomba, per poter compiere molti miracoli in paradiso; l'uomo ha obbedito alla sua esortazione ed in premio ha riavuto la vista. Questa storia è il colpo finale per Boris: nomina suo figlio, dichiarando di essere vicino alla morte (Addio, figlio mio, sto morendo), e dà i suoi ultimi consigli. In una scena drammatica e commovente (Le campane! Suonano a morto!) Boris cessa di vivere.

### Atto IV, Scena 2[Versione del 1872]
Una foresta nei pressi di Kromy (1605). Una musica tempestosa accompagna l'entrata di un nutrito gruppo di vagabondi che hanno catturato il boiardo Chruščov. La folla si inchina al suo cospetto in un omaggio irriverente (Non è un falco che vola sopra il cielo). Entra lo jurodivyj attorniato da monelli. Canta una canzone priva di senso (Vola la luna, piange il gattino). I monelli lo salutano e picchiettano sul suo cappello di metallo. Lo jurodivyj ha una kopeka che i monelli subito gli rubano. Piagnucola pateticamente. Da fuori si odono Varlaam e Misail cantare i crimini di Boris e dei suoi accoliti (Il sole e la luna si sono oscurati). Entrano. La folla si esalta alla frenesia levando accuse contro Boris. Da fuori si odono due gesuiti salmodiare in latino (Domine, Domine, salvum fac), pregando che Dio salvi Dmitrij. Entrano. Su istigazione di Varlaam e Misail, i vagabondi si preparano a impiccare i gesuiti, che si rivolgono alla Santa Vergine perché li aiuti. La musica di una processione annuncia l'arrivo di Dmitrij e delle sue forze. Varlaam e Misail cantano la sua gloria (Gloria a te, Zarevich) insieme alla folla. Il pretendente chiama al suo fianco coloro che Godunov aveva perseguitato. Libera Chruščov e chiama tutti a marciare su Mosca. Tutti escono, eccetto lo jurodivyj che intona il suo lamento (Sgorgate, sgorgate, lacrime amare!) sull'arrivo del nemico e la rovina della Russia.  

## Storia della composizione
(Modest Musorsgkij in una lettera a Vladimir Stasov del 1872)

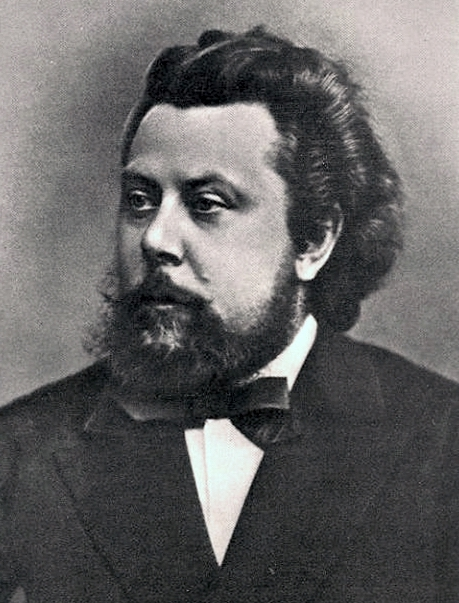
Modest Musorgskij nel 1870, poco dopo la fine della composizione della prima versione del Boris Godunov.

Nel settembre del 1868 il quasi trentenne Musorgskij era ospite della sorella di Michail Ivanovič Glinka, Ljudmila Šestakova, la cui casa era il punto di ritrovo di una generazione di giovani intellettuali russi che puntavano a realizzare un'autentica cultura nazionale. Musorgskij aveva da poco smesso di esibirsi al pianoforte in accompagnamento alle più famose arie operistiche di Verdi, aveva abbozzato qualche composizione (ad esempio Salammbô ed Il matrimonio) ed era alla ricerca di un valido soggetto sul quale concentrarsi a fondo. L'idea di comporre un'opera lirica basata sul dramma Boris Godunov di Puškin fu dello storico e letterato Vladimir Nikolskij, un'autorità in materia. La Šestakova gli procurò una copia del dramma inserendo tra le pagine stampate alcuni fogli bianchi. Il compositore ebbe l'ispirazione decisiva e abbandonò le altre partiture che non furono mai più concluse. Dopo aver letto il dramma di Puškin, consistente in 24 scene scritte prevalentemente in versi sciolti, ed aver studiato approfonditamente il decimo ed undicesimo volume della monumentale Storia dello Stato Russo di Nikolaj Karamzin, al quale il dramma di Puškin era dedicato, la stesura del libretto fu completata in pochissimo tempo. L'abbozzo musicale del primo atto era pressoché completo per la fine di novembre del 1868; il 4 dicembre successivo venne terminata la scena di Pimen. Nel luglio del 1869 tutta l'opera era già scritta, e tra ottobre e dicembre venne definita l'orchestrazione. Fu un lavoro febbrile ed entusiasmante, svolto in appena 14 mesi, con il sostegno degli amici di Musorgskij, tra i quali il critico musicale, archeologo, etnografo e direttore della Biblioteca di Pietroburgo Vladimir Stasov, che fornì ulteriori dati documentari al compositore.

### Prima versione originale (1869)

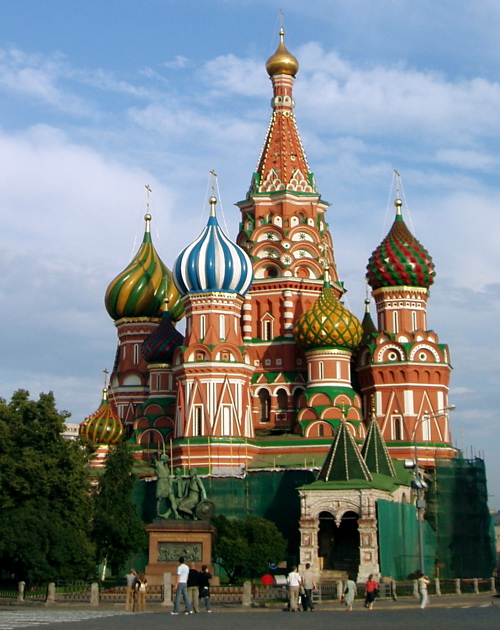
La Cattedrale di San Basilio a Mosca, dove Musorgskij ambientò la prima scena del quarto atto del Boris Godunov (1869). Nella seconda versione la scena venne eliminata.

La prima versione del Boris Godunov non mostra ancora quell'idea drammatica che sarà pienamente sviluppata quattro anni più tardi, ma possiede una struttura narrativa concentrata ed un'originale saldezza teatrale, che pone al centro del racconto l'ascesa e la caduta di Boris ed inquadra alla perfezione un discorso storico ed umano combinato con elementi musicali e poetici dal carattere nazionale.
L'organico orchestrale di questa prima versione è composto da:
- Archi: violini, viole, violoncelli, contrabbassi
- Legni: 2 flauti, 1 flauto/ottavino, 1 oboe, 1 oboe/corno inglese, 2 clarinetti, 2 fagotti
- Ottoni: 4 corni, 2 trombe, 3 tromboni, 1 tuba
- Percussioni: timpani, grancassa, rullante, tamburello, piatti, tam-tam
- Altri strumenti: pianoforte, arpa
- Dentro e fuori la scena: 1 tromba, campane

Questa versione, presentata alla direzione dei Teatri Imperiali nel 1870 era definita "Rappresentazione musicale in quattro parti e sette scene", ed era così suddivisa:
| Atto | Scena | Ambientazione                                     |
| ---- | ----- | ------------------------------------------------- |
| I    | 1º    | Il cortile del monastero di Novodevičij           |
| I    | 2º    | A Mosca, la piazza delle Cattedrali del Cremlino  |
| II   | 1º    | Una cella del monastero di Čudov                  |
| II   | 2º    | Una taverna presso la frontiera lituana           |
| III  | 1º    | L'interno del palazzo dello zar al Cremlino       |
| IV   | 1º    | La piazza della Cattedrale di San Basilio a Mosca |
| IV   | 2º    | L'ingresso del palazzo Granovitij al Cremlino     |

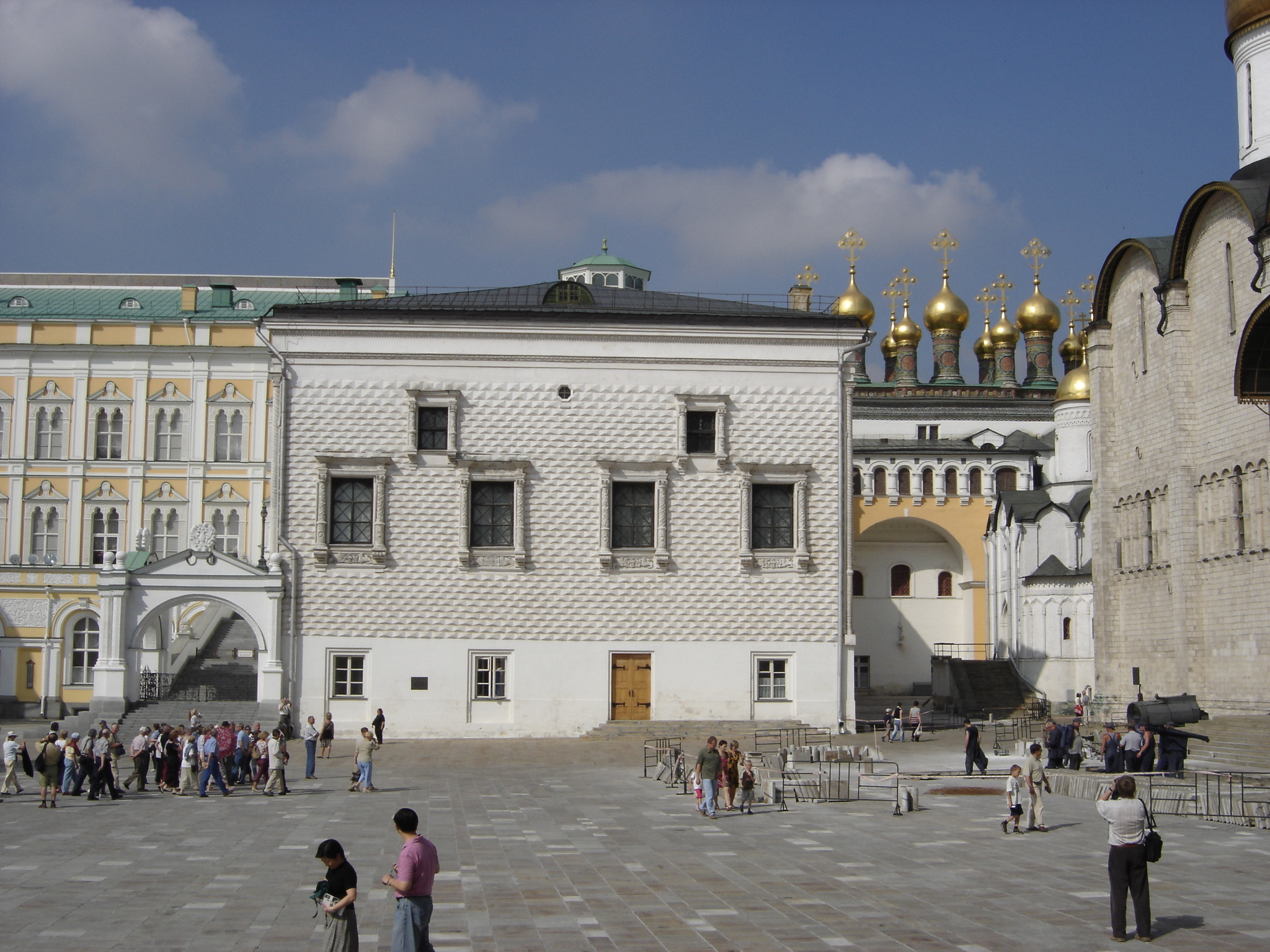
Il Palazzo Granovitij al Cremlino e la piazza delle Cattedrali nel 2004. Nella prima versione la morte di Boris viene ambientata all'esterno, nella seconda viene spostata all'interno della sala.

Nella prima versione la rappresentazione musicale era tutta puntata sulla figura e la vicenda umana di Boris Godunov, che si distacca rispetto al racconto tenendo sino all'ultimo la scena. Nella scena iniziale il popolo rivolge a Boris l'invito a cingere la corona degli zar e salire al trono. Nella seconda si festeggia l'incoronazione di Boris, acclamato dal popolo presente. Nella terza il monaco Pimen narra a Grigorij la storia dell'uccisione di Dmitrij, il legittimo erede al trono. Nella quarta Varlaam, Misail e Grigorij fuggiasco si incontrano e si rifugiano dall'ostessa; Grigorij riesce a sfuggire alla cattura. Nella quinta Boris, tormentato dal rimorso e dal terrore di un castigo soprannaturale, viene informato dell'esistenza di un falso Dmitrij, e dei suoi propositi aggressivi. Nella sesta lo Jurodivyj, che rappresenta il portatore della verità popolare, si rivolge direttamente a Boris all'interno di una cattedrale: è l'unico personaggio che osa sfidarlo a viso aperto, maledicendolo in una sorta di preveggenza. Nella settima ed ultima scena, non a caso, l'azione si svolge all'ingresso del palazzo Granovitij al Cremlino, attribuendo alla morte dello zar un ampio significato: dolore privato, solenne cerimonia funebre, lutto nazionale e passaggi forzati e sanguinosi di potere.
Questa prima stesura venne eseguita in privato al pianoforte, fra amici e critici. Intanto la direzione dei Teatri Imperiali prendeva più tempo possibile per decidere, in modo da superare il 15 agosto 1870, termine ultimo per l'inserimento dell'opera nel cartellone. La decisione venne presa infine il 10 febbraio 1871, ma Musorgskij ne venne a conoscenza soltanto una settimana dopo, il 17, quando gli venne restituita l'intera partitura. La commissione, con sei voti contrari e uno favorevole, rifiutò di far rappresentare l'opera, sia per la novità e l'originalità della musica, che probabilmente sbalordì i commissari, sia per la mancanza di un'importante parte femminile e per il fatto che il ruolo da protagonista era affidato ad un basso anziché ad un tenore, più altri rilievi di minore entità.

### Seconda versione originale (1872)

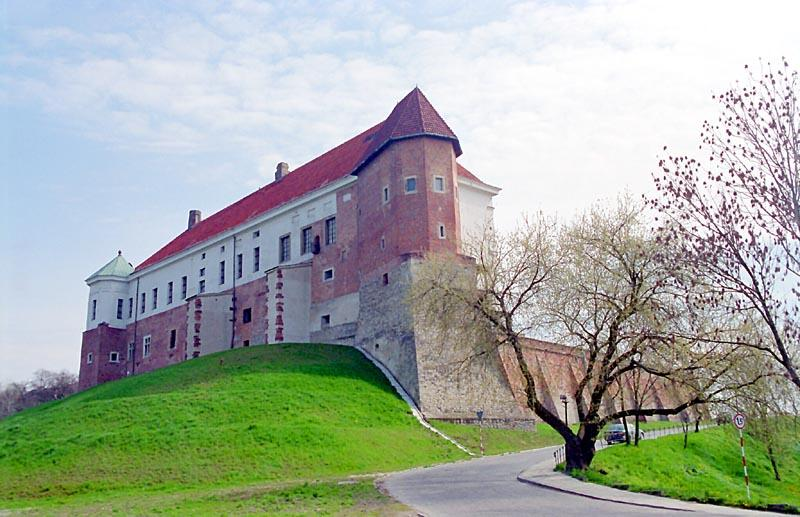
Il castello di Sandomierz in Polonia. Qui Musorgskij ambientò il terzo atto del Boris Godunov (1872).

Musorgskij non si arrese e riprese subito il lavoro, attingendo ad alcuni suoi appunti musicali e librettistici non utilizzati per scrivere nuove scene e ricomporne altre. Due mesi più tardi, il 10 aprile, annunciò la conclusione della prima scena dell'atto polacco ed iniziò l'abbozzo della figura del gesuita Rangoni; tra agosto e settembre del 1871 revisionò la quinta scena, il 13 settembre finì di riscrivere la terza ed il 14 dicembre 1871 terminò la seconda scena ambientata in Polonia. La nona ed ultima scena fu terminata il 22 giugno 1872 e nell'autunno dello stesso anno l'opera venne presentata nuovamente alla Commissione dei Teatri Imperiali. Questa seconda versione, denominata in un primo momento "Opera in quattro atti ed un prologo", conserva sei delle sette scene della versione precedente e ne aggiunge tre, oltre ad introdurre il personaggio femminile richiesto dalla commissione e il gesuita, che rinnovano la distribuzione degli equilibri narrativi ed implicano una più articolata fisionomia del falso Dmitrij. La vicenda del pretendente acquista più spicco anche con la riscrittura del dialogo tra Šuiskij e Boris del secondo atto, mentre nella scena finale si dà maggiore spazio al popolo.
Va inoltre ricordato uno spartito per pianoforte, scritto per due e quattro mani, pubblicato da Bessel nel 1874, che non si limitava ad essere una semplice riduzione pianistica della partitura, ma era di fatto una terza stesura vera e propria, con altri tagli sostanziosi, tra i quali l'episodio conclusivo della scena iniziale con la ripresa del coro, il racconto di Pimen sulla fine tragica del piccolo Dmitrij, il primo intervento di Ščelkalov, nonché molti accorciamenti nel secondo atto.
Nel 1909 venne data alle stampe la riduzione per pianoforte del prologo e dei quattro atti basata sull'orchestrazione di Rimskij-Korsakov che è anche quella diffusa maggiormente ai giorni nostri.
Ecco la suddivisione in atti e scene raffrontata con la versione precedente:
| Atto e Scena versione 1872 | Atto e Scena versione 1869 | Ambientazione                                         |
| -------------------------- | -------------------------- | ----------------------------------------------------- |
| Prol., 1º                  | I, 1º                      | Il cortile del monastero di Novodevičij               |
| Prol., 2º                  | I, 2º                      | A Mosca, la piazza delle Cattedrali del Cremlino      |
| I, 1º                      | II, 1º                     | Una cella del monastero di Čudov                      |
| I, 2º                      | II, 2º                     | Una taverna presso il confine lituano                 |
| II, 1º                     | III, 1º                    | L'interno del palazzo dello zar al Cremlino           |
| III, 1º                    | non presente               | La camera di Marina Mnisek nel castello di Sandomierz |
| III, 2º                    | non presente               | Il giardino del castello di Mniszek a Sandomierz      |
| IV, 1º                     | IV, 2º                     | Il palazzo Granovitij al Cremlino di Mosca            |
| IV, 2º                     | IV, 1º                     | Una radura nel bosco di Kromy                         |

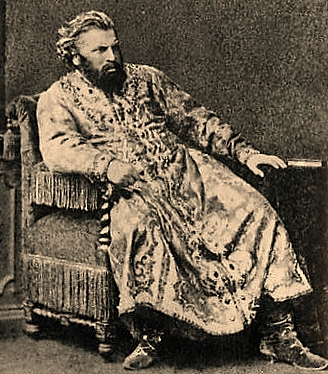
Il baritono Ivan Mel'nikov (1832-1906) fu il primo ad interpretare lo zar Boris (1874).

Rispetto alla prima versione, la prima scena venne accorciata, mentre la seconda rimase invariata. Nella terza venne abbreviata la parte di Pimen, riscritto il sogno di Grigorij e aggiunti due brevi episodi col coro dei monaci fuori scena. Nella quarta venne aggiunta la canzone iniziale dell'ostessa e reso più sbrigativo il finale. La quinta scena è quella che subisce più mutamenti: vengono riscritti quasi tutti i numeri condivisi ed aggiunti una mezza dozzina di nuovi episodi musicali, tra cui canzoni ed il gioco dei battimani. Il terzo atto è il famoso "atto polacco", assente dalla prima versione, una concessione al melodrammatico ed ai gusti del grande pubblico, che non soddisfaceva pienamente Musorgskij. L'ottava scena presenta piccoli tagli negli interventi di Šujskij, Pimen e dello stesso Boris.
Nella seconda versione l'impronta è più variegata e composita. Il taglio diverso impose la composizione di una partitura musicale insolita e spregiudicata, animata da un quadro di tensioni emotive non melodrammatiche (tranne il terzo atto che fa storia a sé), saldate in una concezione drammatica che puntava a mantenere viva la figura umana di Boris, ma accrescendo il dramma corale e popolare. Portava inoltre a una dilatazione narrativa, comprendendo riflessioni di carattere storico e politico. L'eliminazione della terribile e toccante scena della Cattedrale di San Basilio impose a Musorgskij un capovolgimento delle intenzioni, puntando al racconto interpersonale (antitesi tra zar e pretendente, gli intrighi del gesuita Rangoni e della nobildonna Marina, fino alla testimonianza del popolo). Ancor più decisivo risultò il cambio di struttura del quarto atto, con l'inversione, suggerita da Nikolskij, dell'ordine delle ultime due scene dell'opera, e con il conseguente spostamento del baricentro sentimentale e drammatico. La prima disposizione seguiva la cronologia documentata, poiché l'insurrezione dei vagabondi avvenne qualche mese prima della morte di Boris. La figura dell'Innocente stavolta venne inserita nella foresta di Kromy, dove agisce un campionario del popolo russo che Musorgskij fa sfilare con delusione e amarezza.

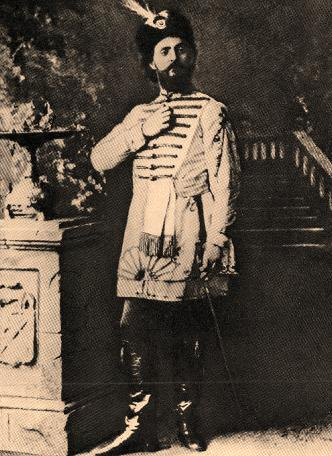
Il tenore russo Fëdor Komissarževskij (1832-1905) fu il primo ad interpretare il ruolo del pretendente (1873)

In questa nuova ottica il popolo serve i potenti anche quando si illude di decidere liberamente e di appoggiarne uno, anche se impostore, nella speranza di un futuro migliore. Senza cambiare musica e parole, l'Innocente non si rivolge più allo zar in tono di sfida, ma direttamente al popolo, al pubblico, alla storia, rimpiazzando la chiusura tradizionale, tipica delle opere occidentali, con un finale aperto e non conclusivo. Nella scena precedente, a differenza della prima versione, lo zar in punto di morte chiede perdono. Musorgskij non dà nessuna risposta, né tantomeno formula giudizi sulle molte domande rimaste in sospeso: chi era veramente lo zar, il padre affettuoso descritto nel secondo atto, o quello disperato, tormentato da fantasmi e rimorsi del finale? Al compositore interessa soltanto mettere in evidenza la plateale e perenne esclusione del popolo – al quale manca ogni cosa, a partire dai beni primari – dalle decisioni importanti. I rappresentanti della Duma, che appartenevano alle classi agiate e benestanti – nobiltà, clero ortodosso, fino ai piccoli commercianti – eleggeranno molto presto il successore, ma si piegheranno altrettanto velocemente al pretendente autoeletto ed usurpatore, dimostrando una pavidità non inferiore a quella reale ed autentica del popolo. Sono probabilmente queste le caratteristiche che spaventavano di più il Comitato del Teatro Imperiale al momento della decisione sulla rappresentazione, similmente a quanto accadde al dramma teatrale di Puškin, che soltanto una trentina d'anni dopo la sua pubblicazione, nel 1866, passò a fatica l'esame della commissione censoria, ed attese altri quattro anni prima di essere messo in scena.

### Le prime rappresentazioni (1873–1882)
(Cezar' Antonovič Kjui, 1873)
(Vladimir Stasov, recensione della prima del Boris Godunov del 1874)

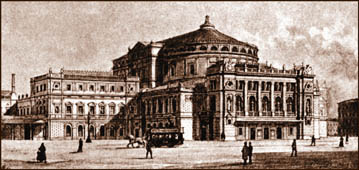
Il Teatro Mariinskij nel 1890. Fu qui che il 27 gennaio 1874 avvenne la prima messa in scena della seconda versione originale del Boris Godunov.

La seconda versione iniziò a circolare tra amici ed estimatori ancora prima di essere completata. La cerchia dei sostenitori del compositore si allargò e la partitura cominciò ad essere rappresentata in occasioni ufficiose. Alla Società della Musica russa il 5 febbraio 1872 venne presentata la scena dell'incoronazione ed il 3 aprile fu lo stesso fondatore del Gruppo dei Cinque, Milij Balakirev, a dirigere la polonaise del terzo atto. Intanto la presentazione dell'opera alla commissione avvenne con ogni probabilità tra la fine di aprile ed il 6 maggio: ci fu un secondo rifiuto, ufficializzato con una nota pubblicata il 29 ottobre 1872. In quelle stesse settimane il Boris Godunov venne eseguito in presenza di un pubblico numeroso, tra cui cantanti e direttori d'orchestra di primissimo piano nel panorama russo dell'epoca.

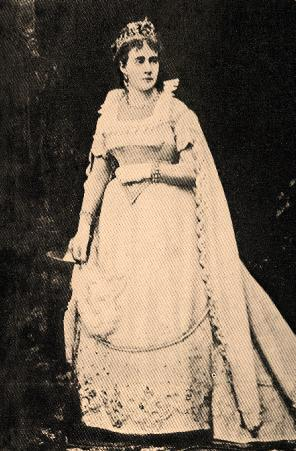
Il mezzosoprano Julija Platonova fu la prima Marina Mniszek (1873).

Fu comunque deciso di rappresentare tre scene dell'opera, malgrado la bocciatura. L'esecuzione ebbe luogo al Teatro Mariinskij il 5 febbraio 1873, esattamente un anno dopo la presentazione della prima scena. Il programma comprendeva la scena della taverna e le due scene polacche del terzo atto; nonostante non prendesse in considerazione i due autentici poli dell'opera – Boris ed il popolo russo – la sua immissione in un programma che comprendeva anche il secondo atto del Lohengrin di Wagner ed una scena del Freischütz di Weber, ottenne un esito trionfale. Il mezzosoprano Julija Platonova, valendosi della propria notorietà, costrinse il direttore dei Teatri Imperiali a mettere in cartellone il Boris Godunov, sembra minacciandolo addirittura di non cantare più in quel teatro, anche se la ricostruzione dell'episodio che venne data dalla cantante una dozzina d'anni più tardi nelle sue memorie risulta essere alquanto romanzata. La partitura percorse una terza volta la via verso il Comitato, e per la terza volta venne respinta. Stavolta fu la diplomazia del direttore, Stepan Gedeonov, ad aver ragione delle resistenze interne.

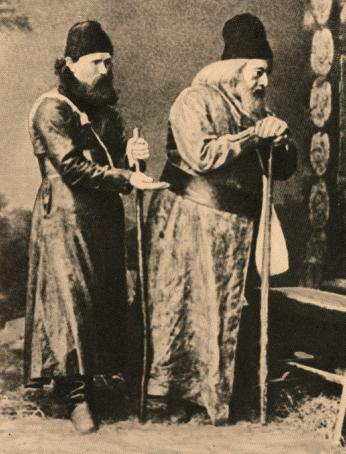
Gennadij Kondratev e Osip Afanas'evič Petrov furono i primi Misail e Varlaam (1873).

Pochi giorni dopo la pubblicazione dello spartito ridotto per pianoforte, il 27 gennaio 1874, l'opera venne finalmente rappresentata. Agli interpreti già presenti nel 1873 si aggiunsero il grande Ivan Mel'nikov nella parte di Boris, mentre Gennadij Kontratev, che interpretò il ruolo del vagabondo Misail, curò il fastoso allestimento che riutilizzava le scenografie costruite quattro anni prima da Matvej Šiškov e Michail Bocharov per la prima rappresentazione della "tragedia romantica" di Puškin. Il direttore era Eduard Napravnik, l'unico che quattro anni prima aveva votato a favore della rappresentazione della prima versione. L'opera ebbe un'accoglienza entusiastica da parte del pubblico: già dopo la prima rappresentazione gli studenti iniziarono a intonare parecchie sue parti lungo le strade, a partire dal coro finale della foresta di Kromy, preoccupando non poco le autorità. Per timore che l'opera o parti di essa fossero usati come pericolose bandiere di contestazione, la partitura venne tagliata progressivamente dalla direzione del teatro, fino a renderla irriconoscibile, a cominciare dalla rivoluzionaria scena finale della sommossa nella foresta di Kromy, per poi proseguire con le scene del cortile del monastero di Novodevičij e della cella del monastero di Čudov. Dopo la prima, la seconda versione venne messa in scena altre ventidue volte a San Pietroburgo durante la vita del compositore, nonché altre cinque volte nel periodo immediatamente successivo alla sua morte (1881), prima di uscire definitivamente dal cartellone l'8 novembre 1882. Nel 1888 venne rappresentata per la prima volta al Teatro Bol'šoj di Mosca nella terza versione, e fino al 1890 ebbe altre dieci repliche.

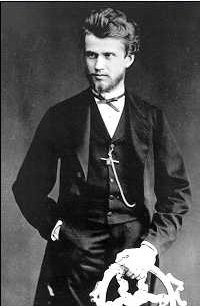
Eduard Napravnik (1839–1916) fu il primo direttore del Boris Godunov (1874).

La tabella seguente elenca gli interpreti originali delle tre scene del 1873 e dell'opera integrale del 1874:
| Ruolo               | 5 febbraio 1873      | 27 gennaio 1874      | Voce                     |
| ------------------- | -------------------- | -------------------- | ------------------------ |
| Boris               |                      | Ivan Mel'nikov       | basso o baritono         |
| Fëdor               |                      | Anna Krutikova       | mezzosoprano             |
| Ksenija             |                      | Vilhelmina Raab      | soprano                  |
| La nutrice          |                      | Schröder             | mezzosoprano o contralto |
| Šuiskij             |                      | P. Vasil'ev          | tenore                   |
| Ščelkalov           |                      | Sobolev              | baritono                 |
| Pimen               |                      | V. Vasil'ev          | basso                    |
| Grigorij            | Fëdor Komisarževskij | Fëdor Komisarževskij | tenore                   |
| Marina              | Julija Platonova     | Julija Platonova     | mezzosoprano             |
| Rangoni             | Gennadij Kondratev   | Paleček              | basso                    |
| Varlaam             | Osip Petrov          | Osip Petrov          | basso                    |
| Misail              |                      | P. Djužikov          | tenore                   |
| L'ostessa           | Darija Leonova       | Abarinova            | mezzosoprano             |
| Lo Jurodivyj        |                      | Bulachov             | tenore                   |
| Nikitič             |                      | Sariotti             | basso                    |
| Mitjucha            |                      | Ljadov               | basso                    |
| Un boiardo di corte |                      | Sobolev              | tenore                   |
| Chruščov            |                      | Matveev              | tenore                   |
| Lavickij            |                      | Vasil'ev             | basso                    |
| Černikovskij        |                      | Sobolev              | basso                    |

### Reazione della critica
(Pëtr Il'ič Čajkovskij)

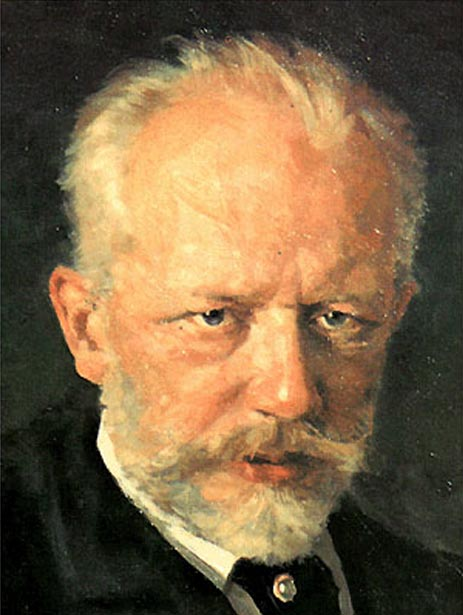
Pëtr Il'ič Čajkovskij giudicò molto severamente l'opera di Musorgskij.

Considerato il componente più innovatore e bizzarro del Gruppo dei Cinque, Musorgskij venne preso di mira piuttosto frequentemente dai compositori rivali e dai critici conservatori e fu spesso deriso per il suo stile musicale, considerato piuttosto impacciato e grezzo. Le critiche conseguenti alla prima del Boris Godunov non furono benevole, anzi, per la maggior parte erano di aperta ostilità. Alcuni critici descrissero il lavoro come rumoroso, caotico, addirittura cacofonico. Anche i suoi amici, come Balakirev e Kjui, non riuscirono a comprenderne appieno la portata enorme e a valutare il gigantesco passo in avanti che l'opera aveva compiuto nell'espressione musicale e drammatica, minimizzando la realizzazione del compositore.
Cezar' Antonovič Kjui, in particolare, espresse il suo dissenso con una recensione piuttosto severa rispetto a quella precedente, nella quale si limitava a sottolineare il successo avuto presso il pubblico:
(Cezar' Antonovič Kjui, 1874)
Anche se alcuni avevano trovato alcune parti degne di ammirazione, molti criticarono il compositore per un libretto non costruito a dovere, per mancanza di coesione nelle scene, più adatte a una cronaca musicale shakespeariana che ad un'opera lirica. Inoltre consideravano Musorgskij carente nella capacità di scrivere le parti strumentali a causa della mancanza di un preludio ampio e arioso. Anche se oggi il Boris Godunov viene elogiato per la sua originalità, per la potenza drammatica dei cori, per i personaggi secondari con caratteri delineati acutamente e per la potente rappresentazione psicologica dello zar Boris, all'epoca ricevette una grande quantità di critiche per le imperfezioni tecniche sulle armonie orchestrali ritenute deboli e difettose. Fu la percezione della povertà tecnica nella scrittura del Boris Godunov a convincere Rimskij-Korsakov a revisionare la partitura originale diversi anni dopo la morte di Musorgskij.
La versione del 1874 andrà in scena al Royal Opera House il 12 maggio 1948 con Paolo Silveri.

### Le due versioni di Rimskij-Korsakov (1896–1908)
(Nikolaj Rimskij-Korsakov)
(Nikolaj Rimskij-Korsakov)

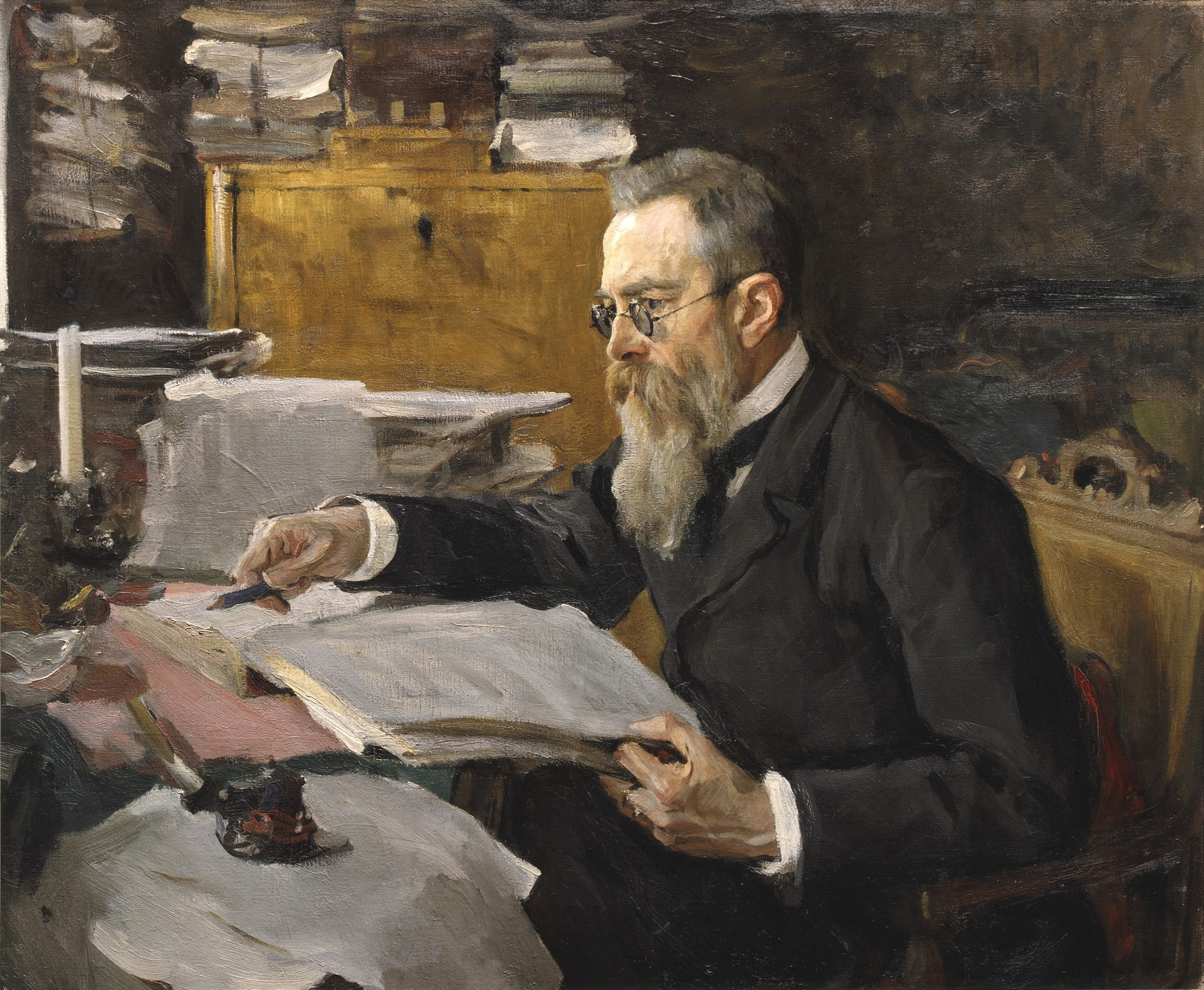
Nikolaj Rimskij-Korsakov in un ritratto di Valentin Aleksandrovič Serov nel 1898, due anni dopo la sua stesura della prima revisione del Boris Godunov.

Quindici anni dopo la morte di Musorgskij, fu il suo grande amico Nikolaj Rimskij-Korsakov a rimettere mano alle sue partiture: completò la Chovanščina, ricostruì Una notte sul Monte Calvo, ed apportò alcune correzioni in diversi suoi brani cantati. Per finire, iniziò il lavoro sul Boris Godunov, nonostante avesse con quell'opera un rapporto assai contrastato. Iniziò con una revisione del terzo atto polacco, adattandolo ad un'orchestra di dimensioni wagneriane, nel 1888. Nel 1892 ritoccò la scena dell'incoronazione e completò il lavoro riassemblando le parti vocali della partitura adattata per pianoforte del 1874, che presentava già diversi tagli piuttosto significativi. Il 4 dicembre 1896 questa sua prima versione venne da lui stesso diretta in pubblico al Conservatorio di San Pietroburgo, con il ruolo principale affidato a M. V. Lunacharskij. Una seconda rappresentazione avvenne il 7 dicembre 1898, al Teatro Solodovnikov di Mosca prodotta da Savva Mamontov, dove il personaggio di Boris venne interpretato per la prima volta da Fëdor Ivanovič Šaljapin, considerato da molti il più grande interprete di sempre di questo ruolo.

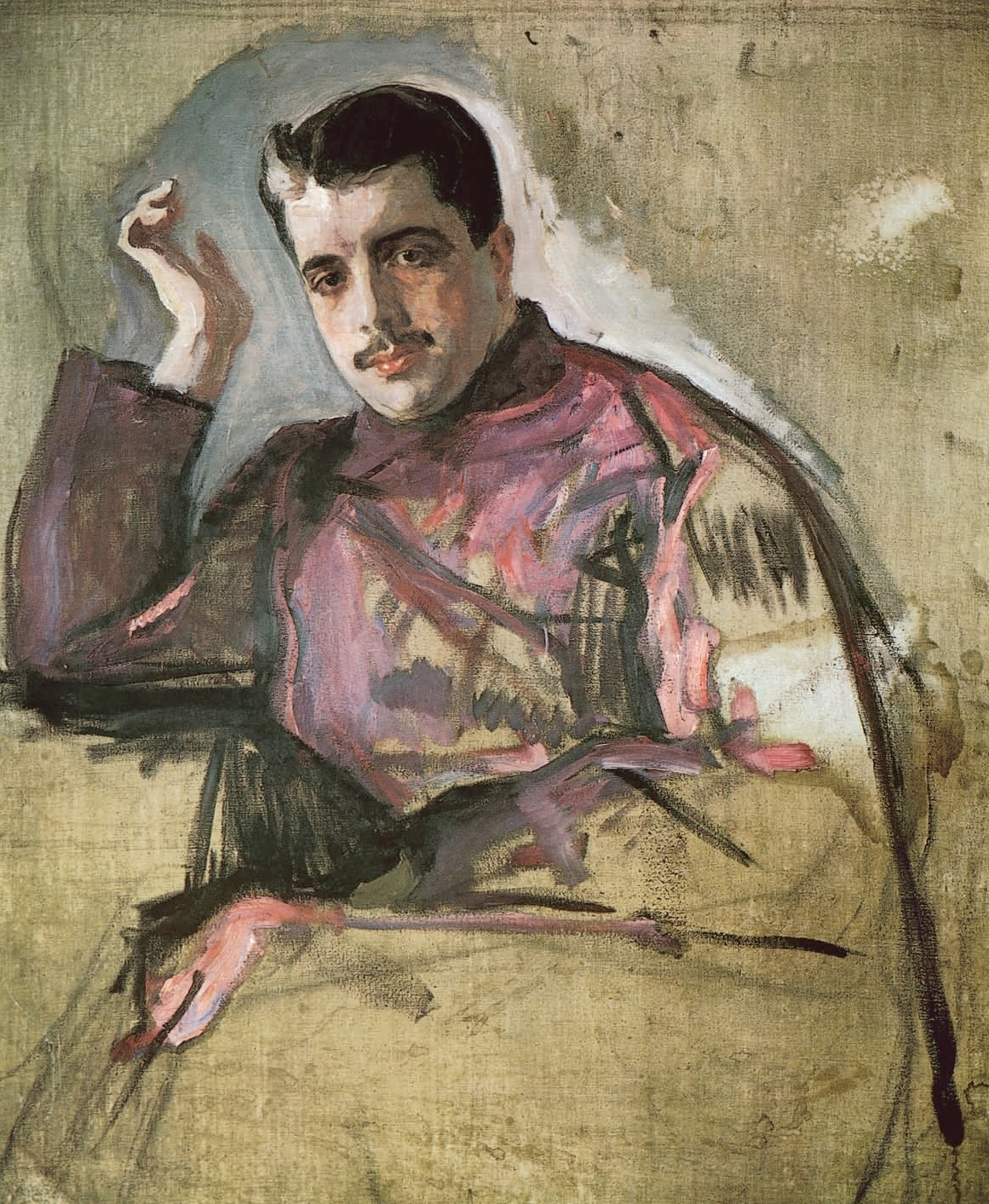
Sergej Djagilev ritratto da Valentin Serov nel 1909. Il celebre impresario allestirà al Palais Garnier la prima parigina del Boris Godunov.

Rimskij-Korsakov in ogni caso riuscì a mantenere il tema del libretto, la sua impetuosità narrativa drammatica ed a tratti fosca, il tratteggio psicologico dei caratteri principali e di diversi personaggi secondari, nonché un carattere di protesta sociale e politica non indifferente. Fu la parte musicale ad avere i maggiori cambiamenti: venne introdotto nella sezione dei legni il clarinetto basso, mentre le campane giocarono un ruolo molto importante: furono sia portate scenograficamente dentro la scena, sia suonate fuori dalla scena, oltre ad altre aggiunte (le trombe e il tam-tam spostati fuori scena) volte alla realizzazione di un suono più squillante, raffinato ed efficace.
L'organico strumentale orchestrale della versione di Rimskij-Korsakov, dunque, era così composto:
- Archi: violini, viole, violoncelli, contrabbassi
- Legni: 2 flauti, 1 flauto/ottavino, 1 oboe, 1 oboe/corno inglese, 2 clarinetti, 1 clarinetto/clarinetto basso, 2 fagotti
- Ottoni: 4 corni, 3 trombe, 3 tromboni, 1 tuba
- Percussioni: timpani, grancassa, rullante, tamburello, piatti, campane
- Altri strumenti: pianoforte, arpa
- Dentro e fuori la scena: 1 tromba, campane, tam-tam

Nella seconda versione della revisione del 1908, che sarà la più eseguita nel primo scorcio del Novecento, Rimskij-Korsakov ripristinò diversi tagli, fece un'aggiunta nella scena dell'incoronazione, rimise al suo posto il finale del terzo atto e cambiò l'ordine delle due scene finali. Queste modifiche vennero effettuate prima di una totale riorchestrazione, che apportò sostanziali cambiamenti alle dinamiche, alle armonie e nella melodia.
Rimskij-Korsakov venne aspramente criticato da alcuni per l'alterazione del Boris Godunov. Lo stesso fondatore del Gruppo dei Cinque, Balakirev, non fu molto tenero con lui:

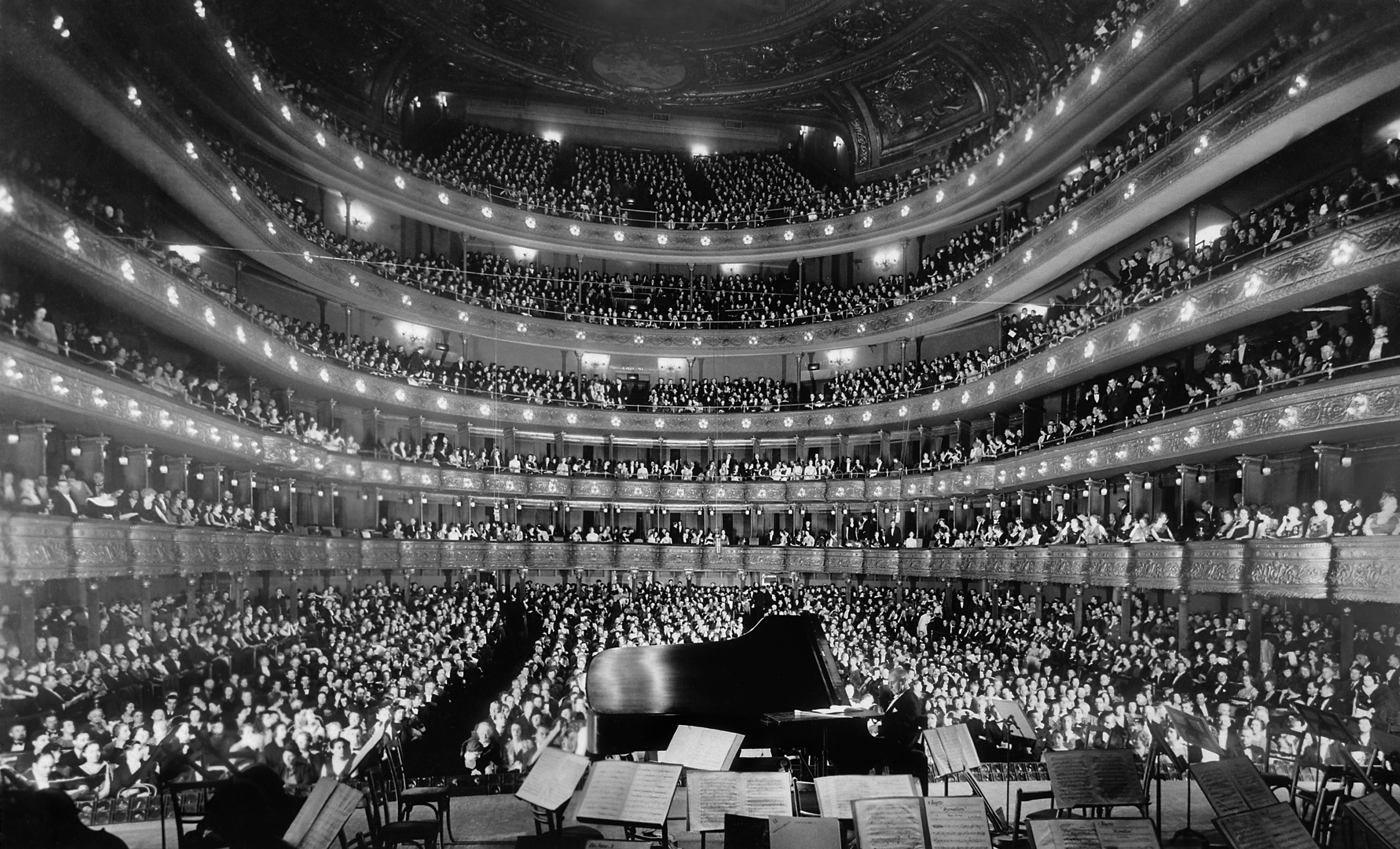
L'interno del Metropolitan Opera House di New York nel 1937. Qui Arturo Toscanini nel 1913 diresse la prima esecuzione statunitense del Boris Godunov nella versione di Rimskij-Korsakov.

La difesa fatta solitamente dai suoi sostenitori sostiene che senza le sue modifiche, l'opera di Musorgskij sarebbe stata rimossa da qualsiasi repertorio e dimenticata, per la difficoltà nell'apprezzamento del suo idioma grezzo ed intransigente. Rimskij-Korsakov, rispondendo alle critiche, dichiarò:
La prima rappresentazione della versione del 1908 ebbe luogo a Parigi nel Teatro dell'Opera il 19 maggio come Boris Godounov, con Feliks Michajlovič Blumenfel'd alla direzione d'orchestra, Sergej Djagilev alle coreografie, Alexandre Benois alle scene, Ivan Bilibin ai costumi ed ancora Fëdor Šaljapin nel ruolo principale.
Qualche anno dopo la morte di Rimskij-Korsakov (1908) fu riscoperta la prima versione originale del 1869: il compositore Michail Michajlovič Ippolitov-Ivanov ritoccò l'orchestrazione nella scena della Cattedrale di San Basilio – espunta dalla seconda versione – che venne eseguita per la prima volta nel 1927. La prima rappresentazione assoluta della versione originale del 1869 avvenne al Teatro Mariinskij di Leningrado il 16 febbraio 1928, con Vladimir Dranišnikov alla direzione e Mark Reizen nel ruolo principale.
Al Covent Garden la prima è stata diretta da Valery Gergiev nel 2005 per The Kirov Opera.

### Le due versioni di Šostakovič (1940–1959)
Le due versioni di Musorgskij furono riviste anche da Dmitrij Dmitrievič Šostakovič nel biennio 1939-1940, e vennero messe in scena per la prima volta il 4 novembre 1959 al teatro Kirov, sotto la direzione di Sergeij Elcin. Šostakovič si limitò in gran parte ad una riorchestrazione dell'opera e fu più rispettoso dello stile melodico ed armonico del compositore, tuttavia aumentò notevolmente il ruolo dei legni e degli ottoni, aggiungendo inoltre altre percussioni, dentro e fuori la scena. Fu considerato uno stacco significativo dalla pratica di Musorgskij, che procedeva sostanzialmente a blocchi nella sua strumentazione, preferendo utilizzare le diverse qualità dei vari strumenti per i suoi specifici scopi.
L'organico orchestrale era composto da:
- Archi: violini, viole, violoncelli, contrabbassi
- Legni: 2 flauti, 1 flauto/ottavino, 2 oboi, 1 corno inglese, 2 clarinetti, 1 clarinetto/clarinetto piccolo, 1 clarinetto basso, 2 fagotti
- Ottoni: 4 corni, 3 trombe, 3 tromboni, 1 tuba
- Percussioni: timpani, grancassa, rullante, tamburello, piatti, tam-tam, triangolo, campane, glockenspiel, xilofono
- Altri strumenti: pianoforte, arpa, celesta
- Dentro e fuori la scena: 4 trombe, 2 corni piccoli, 2 corni, 2 corni baritoni, 2 flicorni, 2 tube, balalaica e domra ad libitum

### La versione di Rathaus (1952)
Un'altra versione degna di nota del lavoro di Musorgskij fu quella del polacco Karol Rathaus del 1952, approntata per un'esecuzione al Metropolitan Opera di New York, lo stesso dove Toscanini aveva diretto nel 1913 la prima esecuzione americana. Questa versione elimina la prima e l'ultima scena del secondo Boris (1872), iniziando con la scena dell'incoronazione e terminando con la morte dello zar; sopprime le scene dell'osteria alla frontiera lituana e della foresta di Kromy, cancellando di conseguenza i personaggi di Varlaam, Misail e dell'ostessa; taglia alcuni interventi del coro e mantiene invece, seppur tagliate pesantemente, le due scene dell'atto polacco. Di contro recupera curiosamente nelle sette scene superstiti alcuni passi soppressi da Rimskij-Korsakov. Altre versioni minori furono quelle di Emilis Melngallis (1874–1954) del 1924 e quella di Alexander Bakchi in uso ancora oggi al Teatro Mariinskij.

### Pubblicazioni dei manoscritti
La pubblicazione dei manoscritti iniziò nel 1928, sotto la cura di Pavel Lamm e Boris Asafev, con partitura e spartito delle prime due versioni autoriali. Nel 1979 fu pubblicata l'edizione critica curata da David Lloyd-Jones, basata sulla combinazione delle nove scene della seconda versione del 1872 con in aggiunta la scena della Cattedrale di San Basilio dalla prima versione del 1869; questa edizione critica impiega quasi tutta la musica scritta da Musorgskij ed è attualmente la preferita nelle rappresentazioni teatrali e nelle registrazioni discografiche.
Riassumendo, oggi esistono una dozzina di partiture del Boris Godunov in lingua originale: tre opera dell'autore, più una decina tra rielaborazioni e strumentazioni di altri compositori, e le due edizioni critiche novecentesche. I libretti e le versioni italiane fanno storia a parte.
- A — prima versione dell'autore (1868–1869)
- B — seconda versione dell'autore (1871–1872)
- C — terza versione dell'autore per pianoforte (1874)
- D — prima versione di Rimskij-Korsakov basata sulla terza versione d'autore (1896)
- E — seconda versione di Rimskij-Korsakov basata sulla terza versione d'autore (1908)
- F — come la precedente con l'aggiunta della scena della Cattedrale di San Basilio orchestrata da Ippolitov-Ivanov (1927)
- G — orchestrazione della prima versione d'autore del 1869 di Šostakovič (1939-40)
- H — orchestrazione della seconda versione d'autore del 1872 di Šostakovič (1939-40)
- I — versione di Emilis Melngallis (1924)
- J — versione di Alexander Bakchi
- K — edizione critica di Pavel Lamm e Boris Asafev (1928)
- L — versione di Karol Rathaus (1952)
- M — edizione critica di David Lloyd-Jones (1979)

## La musica delBoris Godunov
Il Boris Godunov, a livello musicale, è un'opera basata essenzialmente sulla scala modale con diversi leitmotiv. La musica venne composta con quello stile russo che riflette una profonda conoscenza del compositore verso la musica popolare del suo paese, rifiutando volontariamente l'influenza delle scuole operistiche tedesca e italiana. Nello spartito si alternano senza soluzione di continuità recitativi, grandi ballate o semplici filastrocche popolari – esemplificate alla perfezione nelle scene dell'ostessa alla locanda nel primo atto, e della nutrice di Ksenija nel secondo – monologhi di grande respiro sezionati in più episodi da cori monumentali e da arie e duetti quasi tradizionali.
L'esempio più celebre della musica tradizionale russa in quest'opera lo si ritrova nella scena dell'incoronazione, la seconda del prologo. La melodia, sulla quale Rimskij-Korsakov interverrà successivamente aggiungendoci i rintocchi a distesa delle campane, è la stessa che è presente nel trio del terzo tempo del Quartetto op. 59 n. 2 Rasumovsky di Ludwig van Beethoven, che la trasse dall'antologia Raccolta di canti popolari russi a cura di Ivan Pratsch. La stessa melodia sarà utilizzata dallo stesso Rimskij-Korsakov nell'Ouverture su temi russi op. 28 e nell'opera La fidanzata dello zar.
La versione originale dell'orchestrazione di Musorgskij presenta un suono grezzo ed approssimativo, a volte cupo, aderente ai connotati della storia raccontata. L'apertura e la chiusura musicale dell'opera viene affidata al fagotto, che intona lo stesso passaggio di note, una seconda minore discendente, anticipando la musica della profezia finale dell'Innocente, il cui pessimismo, condiviso da Musorgskij, presagisce quello che di lì a poco sarebbe accaduto alla Russia. La versione di Rimskij-Korsakov del 1908 invece ha un suono più raffinato e squillante, soprattutto nel terzo atto polacco, dove le persuasioni del gesuita Rangoni sono sviluppate melodicamente sul pentagramma da una discesa cromatica dei violini in veloci terzine che illustrano intenzioni e carattere del personaggio. La smania di potere della nobildonna e dell'avventuriero, invece, viene sottolineata con passaggi orchestrali frenetici ed a volte selvaggi, leggermente mitigati della scena dalla famosa polonaise.

## Tragedia romantica e dramma popolare
(Modest Musorgskij in una lettera al pittore Il'ja Efimovič Repin)

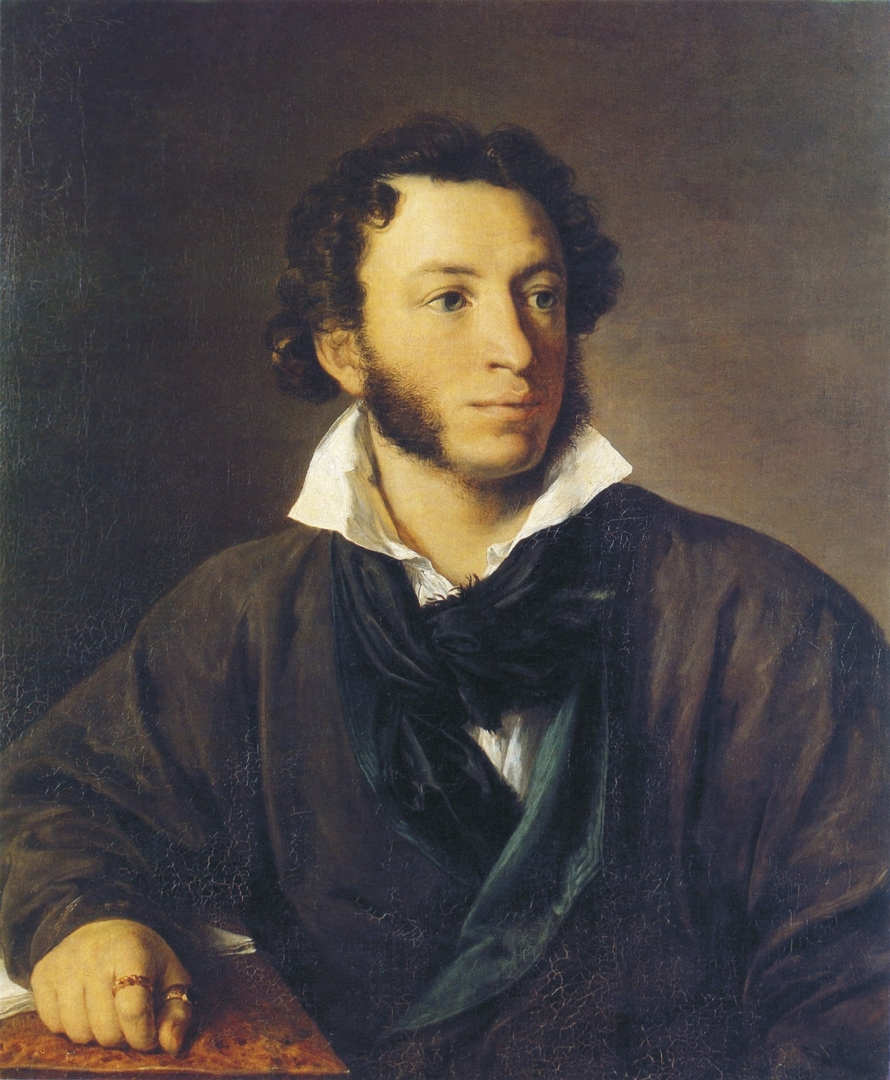
Aleksandr Puškin ritratto da Vasilij Tropinin nel 1827, tra la fine della stesura (1825) e la pubblicazione (1831) del suo dramma Boris Godunov.

Ciò che accomunava Puškin e Musorgskij era l'amore per una radice antica, popolare e contadina della propria cultura, un'inclinazione che li distingueva dagli altri intellettuali russi, che seguivano invece le tendenze artistiche occidentali. Soprattutto il ricordo dei racconti infantili della balia, comune ad entrambi gli artisti, era un suggestivo richiamo ad un mondo dove la fantasia si confondeva con la tradizione quotidiana.
Musorgskij ridusse a libretto le 24 scene del dramma di Puškin, tenendo aperto uno spazio sul quale intervenne il critico Vladimir Stasov a fornire preziosi suggerimenti letterari e musicali. Il compositore iniziò col diminuire i personaggi presenti (dai 63 del dramma scesero a 18, fino a diventare 20 nella seconda versione) e ad accorpare le scene rispettando una certa impostazione e nello stesso momento imponendo una traccia narrativa nuova, mentre il testo manteneva un'alternanza vivace di versi e poesia.

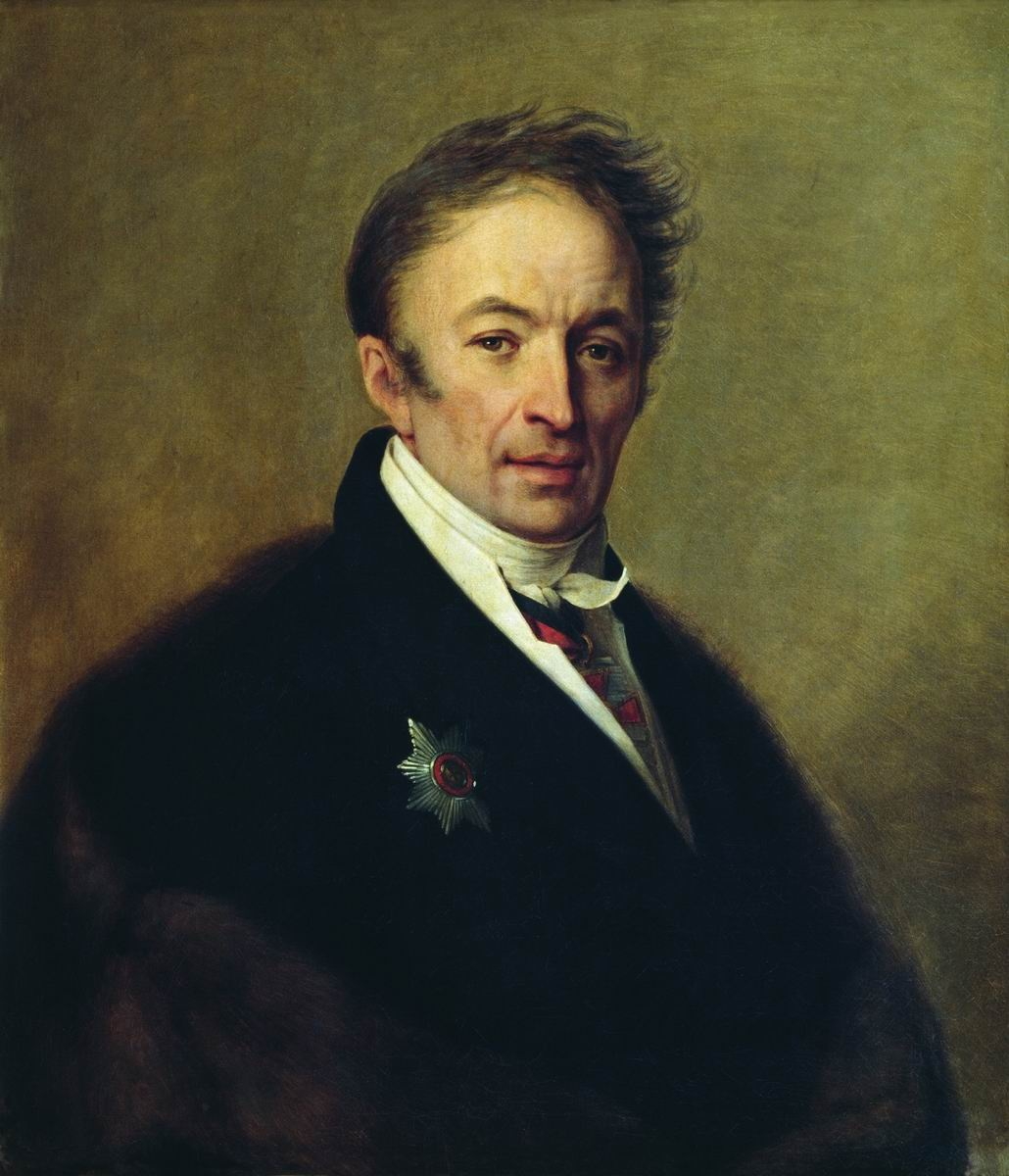
Nikolaj Karamzin, l'autore della Storia dello Stato Russo. Musorgskij prese spunto dal 10º e dall'11º volume della sua opera.

La prima stesura fu più conforme al dramma originale, la seconda tenne a freno l'estrosa e drammatica logica di Puškin con numeri musicali più adatti all'opera lirica. Questo metodo di lavoro lo si ritroverà anche nel Wozzeck, il capolavoro operistico novecentesco di Alban Berg, a dimostrazione di quanto il Boris Godunov abbia influenzato il Novecento musicale.
Mantenendo una fedeltà quasi assoluta a Puškin, Musorgskij in realtà realizzò un altro testo drammatico. Dall'originale prese intere scene senza sostanziali modifiche; a volte frasi di altre scene diventarono didascalie, le didascalie musicali e brani di dialogo rafforzarono il carattere dei personaggi. Il suono selvaggio della parte polacca venne desunto dalla tredicesima scena di Puškin, il monologo di Boris dalla settima, il personaggio di Rangoni (non presente in Puškin) derivò dall'immagine del cortigiano gesuita che Dmitrij cita nel soliloquio della quattordicesima scena. Musorgskij costruì un percorso giocato sui contrasti di atmosfere e sull'accostamento azzardato delle scene, senza in apparenza una trama narrativa unitaria, come nelle icone il senso della rappresentazione viene spezzato in piccole scene compiute di per sé.
Nel lavoro sul libretto della seconda versione del 1872, il compositore parafrasò versi, aggiustandoli ed alternandoli con modi di dire popolari o presi da altri testi. In questo quadro generale riportato sotto, è soltanto nella seconda versione, col montaggio sapiente di scene non consecutive (i gruppi 19-20 e 22-23) che Musorgskij celebrò nel finale l'idea poetica e politica che il dramma di Puškin consegna all'ultima didascalia, Il popolo tace sempre. Un finale amaro che rimanda all'inizio in una chiusura a cerchio. All'inizio dell'opera il popolo, in attesa del nuovo zar davanti al convento, tace perché è pigro e indolente, e viene risvegliato alla preghiera soltanto dagli incitamenti delle guardie. Alla fine il popolo tace perché è affamato ed ha paura: presagisce ciò che soltanto l'Innocente scorge con chiarezza.
Ecco la suddivisione e raffronto delle scene del dramma di Puškin (1831) con gli atti e le scene delle due versioni dell'opera lirica (1869 e 1872):
| Scena 1831 | Ambientazione                                                        | Atto / Sc. 1869 | Atto / Sc. 1872 | Ambientazione                                                                    |
| ---------- | -------------------------------------------------------------------- | --------------- | --------------- | -------------------------------------------------------------------------------- |
| I          | Palazzo del Cremlino. Il 20 febbraio del 1598.                       | I, 1º           | Prol., 1º       | Il cortile del monastero di Novodevičij                                          |
| II         | La Piazza Rossa                                                      | I, 1º           | Prol., 1º       | Il cortile del monastero di Novodevičij                                          |
| III        | Il campo delle vergini                                               | I, 1º           | Prol., 1º       | Il cortile del monastero di Novodevičij                                          |
| IV         | Il Palazzo del Cremlino                                              | I, 2º           | Prol., 2º       | A Mosca, la piazza del Cremlino                                                  |
| V          | Una cella del monastero di Čudov                                     | II, 1º          | I, 1º           | Una cella del monastero di Čudov                                                 |
| Vbis       | Una cella del monastero di Čudov                                     |                 |                 |                                                                                  |
| VI         | Il palazzo del Patriarca                                             |                 |                 |                                                                                  |
| VII        | Il palazzo dello zar                                                 | III             | II              | Interno del palazzo dello zar a Mosca                                            |
| VIII       | Taverna sulla frontiera lituana                                      | II, 2º          | I, 2º           | Una taverna sulla frontiera lituana                                              |
| IX         | Mosca, casa di Šujskij                                               |                 |                 |                                                                                  |
| X          | Il palazzo dello zar                                                 | III             | II              | Interno del palazzo dello zar a Mosca                                            |
| XI         | Cracovia, casa di Viznevezkij                                        |                 |                 |                                                                                  |
| XII        | Sambor, castello del Voivoda Mniszech. Appartamento di Marina        |                 | III, 1º         | La camera di Marina Mniszech nel castello di Sandomierz                          |
| XIII       | Fila di sale illuminate. Musica                                      |                 | III, 2º         | Castello dei Mniszech a Sandomierz. Un giardino con fontana. È una notte di luna |
| XIV        | Notte. Giardino. Una fontana                                         |                 | III, 2º         | Castello dei Mniszech a Sandomierz. Un giardino con fontana. È una notte di luna |
| XV         | La frontiera lituana. Il 16 ottobre del 1604.                        |                 |                 |                                                                                  |
| XVI        | Il Consiglio dello zar                                               | IV, 2º          |                 | La sala d'ingresso nel Cremlino davanti alla Chiesa del Redentore                |
|            |                                                                      |                 | IV, 1º          | Il palazzo Granovitij nel Cremlino di Mosca                                      |
| XVII       | Pianura presso Novgorod-Severskij. Il 21 dicembre 1604. La battaglia |                 |                 |                                                                                  |
| XVIII      | Piazza dinanzi alla Cattedrale di Mosca                              | IV, 1º          |                 | Piazza antistante la Cattedrale di San Basilio                                   |
|            |                                                                      | IV, 2º          |                 | Una radura nel bosco di Kromy (l'Innocente)                                      |
| XIX        | Sevsk                                                                |                 | IV, 2º          | Una radura nel bosco di Kromy                                                    |
| XX         | Una foresta                                                          |                 |                 |                                                                                  |
| XXI        | Mosca. Il palazzo dello zar                                          | IV, 2º          |                 | La sala d'ingresso nel Cremlino davanti alla Chiesa del Redentore                |
|            |                                                                      |                 | IV, 1º          | Il palazzo Granovitij nel Cremlino di Mosca                                      |
| XXII       | Una tenda nel quartier generale dell'esercito                        |                 |                 |                                                                                  |
| XXIII      | Piazza con tribuna                                                   |                 | IV, 2º          | Una radura nel bosco di Kromy                                                    |
| XXIV       | Il Cremlino. La casa di Boris                                        |                 | IV, 2º          | Una radura nel bosco di Kromy (“Il popolo tace sempre”)                          |

## IlBoris Godunovin Italia

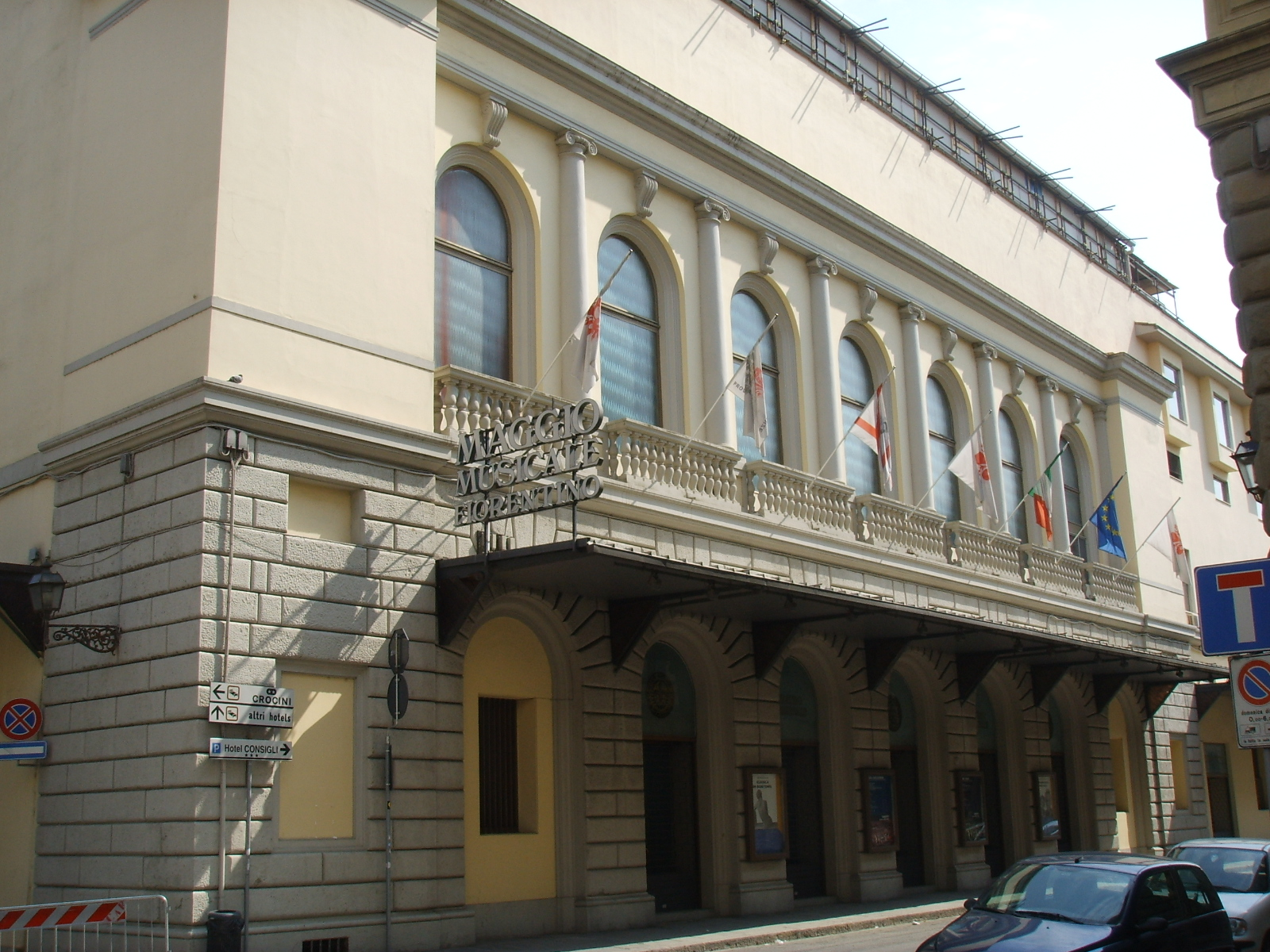
L'ingresso del Teatro Comunale di Firenze. Qui il 25 maggio 1940 avvenne la prima rappresentazione italiana della seconda versione d'autore del Boris Godunov.

In Italia il capolavoro di Musorgskij dopo la prima al Teatro alla Scala di Milano diretta da Edoardo Vitale con Edoardo Ferrari Fontana, Francesco Dominici, Fëdor Ivanovič Šaljapin, Aristide Baracchi e Mansueto Gaudio nel 1909, nel 1910 al Teatro Regio di Torino diretta da Tullio Serafin, nel 1911 al Teatro Verdi (Trieste), al Teatro Comunale di Bologna diretta da Rodolfo Ferrari ed al Teatro Regio di Parma, nel 1915 al Teatro Dell’Opera di Roma con Aureliano Pertile e Vincenzo Bettoni, nel 1922 al Teatro San Carlo di Napoli diretta da Edoardo Mascheroni con Ernesto Badini, nel 1925 al Teatro La Fenice di Venezia, nel 1928 al Teatro Donizetti di Bergamo con Giuseppe Nessi e Dominici, 1930 al Festival Lirico dell'Arena di Verona e nel 1931 al Teatro Massimo Vittorio Emanuele di Palermo ed ebbe una diffusione negli anni trenta nella versione di Rimskij-Korsakov, con un adattamento italiano al testo originale ricavato dalla prima edizione critica del 1928, manipolato piuttosto pesantemente. Il tentativo finale di ribellione popolare venne ovviamente addolcito, quando non eliminato del tutto, concludendo la storia con la morte dello zar; la contrapposizione tra la sete di potere dell'ambiziosa Marina Mniszech e l'avventuriero Grigorij (ribattezzato Gregorio o Pseudodemetrio) vennero ridotti ad una banale storia d'amore fine a sé stessa, eliminando totalmente il personaggio del gesuita Rangoni, considerato troppo mellifluo. Infine non di rado tutti gli interpreti cantavano in italiano, mentre Boris Godunov cantava in russo.
La prima incisione discografica in italiano avvenne nel 1939. La prima rappresentazione della seconda versione originale avvenne il 25 maggio 1940 (due settimane prima dell'entrata in guerra dell'Italia) al Teatro Comunale di Firenze, nel corso del Maggio Musicale Fiorentino, sotto la direzione di George Georgesco, la regia di Guido Salvini, le coreografie di Aurel Milloss con Cloe Elmo, Nessi, Giovanni Voyer e Saturno Meletti. 
In seguito la manifestazione musicale del capoluogo toscano allestì altri sei volte l'opera, tra le quali è da ricordare quella della stagione 1963-64, con la presenza del basso bulgaro Boris Christov, altro grande interprete del ruolo principale. 
L'ultima rappresentazione a Firenze venne messa in scena nel 2005, in un antistorico allestimento di Eimuntas Nekrošius, con Ferruccio Furlanetto nel ruolo del protagonista, e Semën Byčkov sul podio.
Nel 1946 avviene la prima al Teatro Lirico di Torino diretta da Antonino Votto con Tancredi Pasero, nel 1951 al Teatro Alfieri (Torino) con Christoff, Giorgio Tozzi e Raffaele Arié e nel 1961 al Teatro Nuovo di Torino diretta da Serafin con Mirto Picchi, Florindo Andreolli, Christoff e Nicola Zaccaria.
È stato Claudio Abbado a consacrare definitivamente la versione di Musorgskij, in un percorso che ha abbracciato Milano, Londra, Salisburgo con artisti di grande caratura. Abbado riportò in auge la versione d'autore, firmando per l'inaugurazione della stagione 1979-80 un memorabile allestimento al Teatro alla Scala, con la regia di Jurij Ljubimov. Ma ancora più importante fu la preziosa collaborazione con il prestigioso regista teatrale e cinematografico Andrej Tarkovskij, che portò ad una straordinaria messa in scena al Covent Garden nel 1983, in quella che è considerata da molti la più bella, complessa e visionaria rappresentazione del lavoro musorgskiano, una regia che verrà poi ripresa da altri interpreti dopo la morte del regista russo, che progettava anche una versione per il grande schermo. Nel 1994 Abbado presentò il Boris, questa volta con i Berliner, al Festival di Pasqua di Salisburgo. La regia fu affidata ad Herbert Wernicke. L'intesa fra Abbado e questo grande regista tedesco (morto prematuramente poco dopo) esplicitò compiutamente sulla scena del Festspielhaus il senso della storia proprio del capolavoro musorgskiano e la sua straordinaria attualità. Il successo di questa versione fu tale che quattro anni dopo venne ripresa (caso unico) a Salisburgo sempre a Pasqua. Nel 1993 Claudio Abbado realizzò l'incisione discografica con i Berliner Philharmoniker.
L'Orchestra e il Coro del Teatro Regio (Torino), diretta da Gianandrea Noseda, hanno inaugurato col Boris Godunov (in "versione mista") la stagione dell'omonimo teatro il 4 ottobre del 2010, con la regia di Andrei Konchalovsky e Orlin Anastasov nel ruolo del titolo (DVD, 2011: Teatro Regio - Opus Arte/Rai Trade).
Nel 2022 viene rappresentata alla prima del Teatro alla Scala di Milano, direttore Riccardo Chailly e regia di Kasper Holten. La versione è quella originale (1869), senza l'atto polacco. Protagonista il basso russo Ildar Abdrazakov.

## Discografia

Ettore Panizza fu il primo direttore d'orchestra ad incidere nel 1939 una versione italiana del Boris Godunov con Ezio Pinza nel ruolo principale.

Dal 1939 ad oggi sono state incise una quarantina di registrazioni su disco dell'opera integrale. Le prime classiche registrazioni utilizzavano la versione del 1908 di Rimskij-Korsakov, mentre in tempi recenti è prevalsa la seconda versione d'autore del 1872. Tra le classiche la versione di Herbert von Karajan del 1970 è considerata da molti la migliore, in particolar modo nel terzo atto polacco, il più convincente in assoluto nella discografia dell'opera. Per le altre versioni sono da notare quella ottima di Claudio Abbado nel 1993, le due storiche versioni con Boris Christoff del 1952 e del 1962 ed infine la prima registrazione filologica delle due versioni autoriali (1869 e 1872) realizzata da Valerij Gergiev nel 1997. La prima registrazione in lingua italiana dell'opera risale al 1939, con Ettore Panizza alla direzione orchestrale ed Ezio Pinza nella parte di Boris Godunov.
Tra le innumerevoli registrazioni antologiche, sono di importanza fondamentale le registrazioni di Fëdor Šaljapin e di Aleksandr Kipnis. Il primo è presente con tutti e tre i monologhi di Boris, pubblicati su numerose etichette nel corso degli anni e fissati su disco con un'ampiezza e profondità drammatica ed espressiva che non si riscontrerà più in nessun altro cantante del dopoguerra. L'altro grande basso degli anni trenta, Aleksandr Kipnis, ha al suo attivo una registrazione dell'opera integrale, in realtà molto tagliata, a tutt'oggi di ardua reperibilità.
Per quanto riguarda invece la videografia, è considerata imperdibile una ripresa della versione di Alexander Bakchi al Teatro Kirov, che riutilizza una parte consistente delle scenografie visionarie ideate dal cineasta Andrej Tarkovskij nel 1983. Poche altre versioni sono state filmate, tutte di difficile reperibilità. Per Abbado, inoltre, oltre alle due registrazioni audio del Teatro alla Scala del 1978 e dei Berliner Philharmoniker del 1993, sembra esista una ripresa televisiva mai messa in commercio.
Si indicano qui soltanto le registrazioni considerate di fondamentale importanza.
Versione d'autore del 1869
- Valerij Gergiev, Coro e Orchestra del Teatro Kirov, Putilin (1997)

Versione d'autore del 1872
- Jochum, Orchestra della Radio Bavarese, Hotter (1956) - cantata in tedesco
- Semkov, Orchestra della Radio Polacca, Talvela (1976)
- Fedoseev, Orchestra Sinfonica della Radiotelevisione Sovietica, Vedernikov (1978-1983)
- Kitaenko, Orchestra Sinfonica della Radio Danese, Haugland (1986)
- Rostropovič, National Symphony Orchestra, Raimondi (1987)
- Tchakarov, Sofia Festival Orchestra, Ghiaurov (1991)
- Claudio Abbado, Berliner Philharmoniker, Kotscherga (1993)
- Valerij Gergiev, Coro e Orchestra del Teatro dell'Opera di Kirov, Vaneev/Trifonova (1997) Decca

Versione di Rimskij-Korsakov del 1908
- Varie Orchestre e Direttori, Šaljapin (1911, 1922, 1923, 1928, 1931)
- Golovanov, Orchestra del Teatro Bolšoi, Reizen (1948)
- Golovanov, Orchestra del Teatro Bolšoi, Pirogov (1949)
- Dobrowen, Orchestre National de la Radiodiffusion, Christoff (1952)
- Cluytens, Orchestre de la Societe des Concerts du Conservatoire, Christoff (1962)
- Melik-Pašaev, Orchestra del Teatro Bolšoi, Petrov (1962)
- Melik-Pašaev, Orchestra del Teatro Bolšoi, London (1963)
- Karajan, Wiener Philharmoniker, Ghiaurov (1966)
- Karajan, Wiener Philharmoniker, Ghiaurov (1970)
- Ermler, Orchestra del Teatro Bolšoi, Nesterenko (1985)
- Levine, Staatskapelle Dresden, Estes (1987)

## DVD parziale
- Boris Godunov - Gergiev/Lloyd/Borodina, regia Andrej Tarkovskij - 1990 Philips